# ヴィクトリアン様式

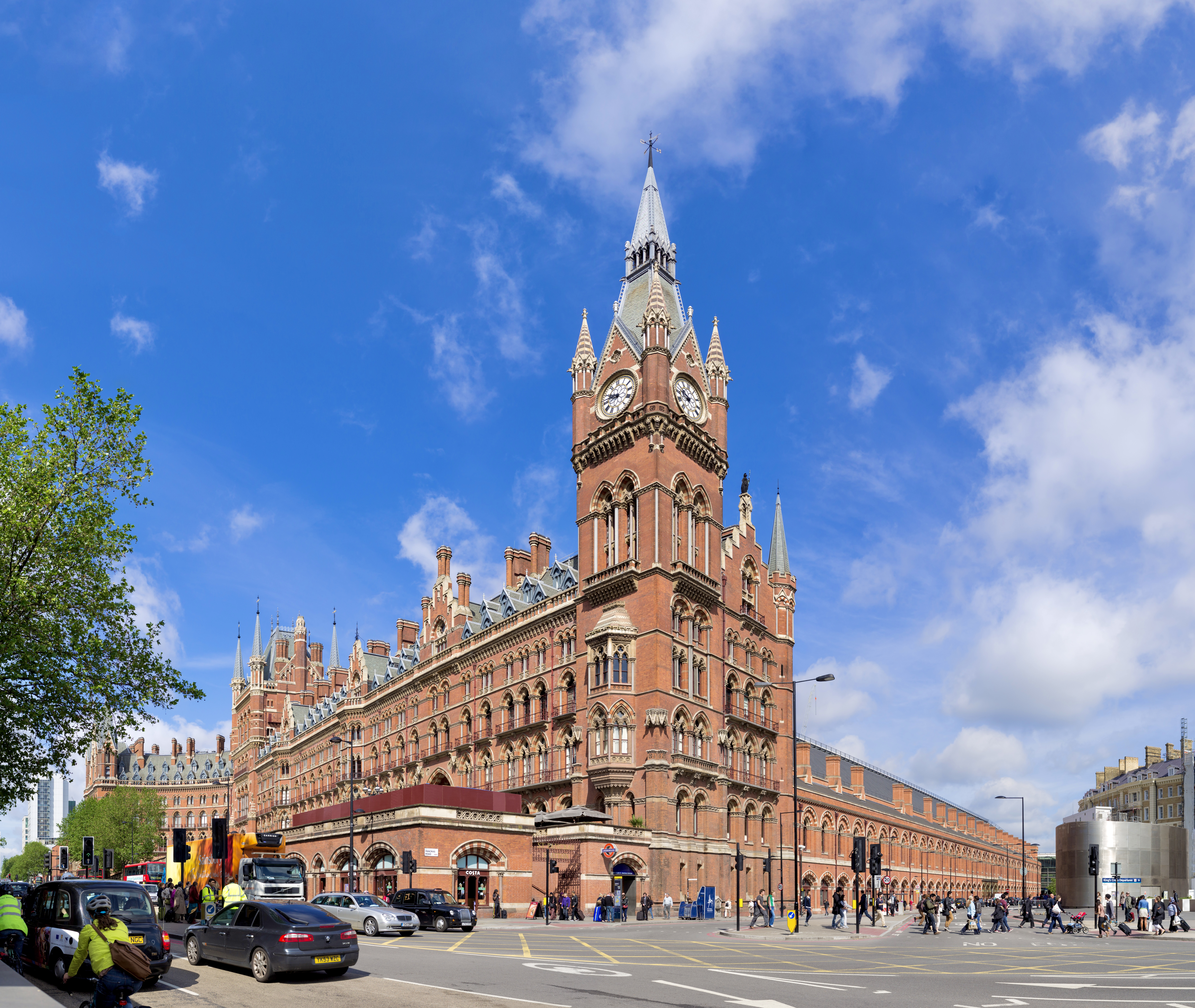
1868年に開業したロンドンのセントパンクラス駅とミッドランドホテル

ヴィクトリアン様式（ビクトリアン様式）とは、19世紀半ばから後半にかけての、主に英語圏における建築、デザインなどの様式のこと。ゴシックやバロックなどの過去の様式をベースにした装飾手法が多い。「ヴィクトリアン」は、 ビクトリア朝時代と呼ばれる、イギリスのビクトリア女王 （1837年〜1901年）の治世を指す。 
ビクトリア女王の時代は、アルバート候による第１回ロンドン万国博覧会に代表されるように、イギリスは産業革命をけん引する存在であった。この時代の建築様式は、左右非対称の躍動感のあるデザインで、やがて装飾を取り入れた華やかなデザインへと発展していった。ビクトリアンは時代区分をいっており、多様なデザインが含まれる。代表例はクイーン・アン様式である。
しかし、ヴィクトリアン様式の多くの要素は、ビクトリアの治世の後半にはあまり使われなくなっていた。この様式にはしばしば、歴史的な様式を幾分か変更した解釈と折衷的な復活が含まれていた。この名前は、建築様式に君臨する君主の名前を付けるイギリスとフランスの慣習を表している。この様式は同様の命名法で分類されるジョージアン様式の後で、後に摂政王太子ジョージにちなむリージェンシー様式、エドワーディアン様式が続く。 

## イギリスのヴィクトリア様式の建築

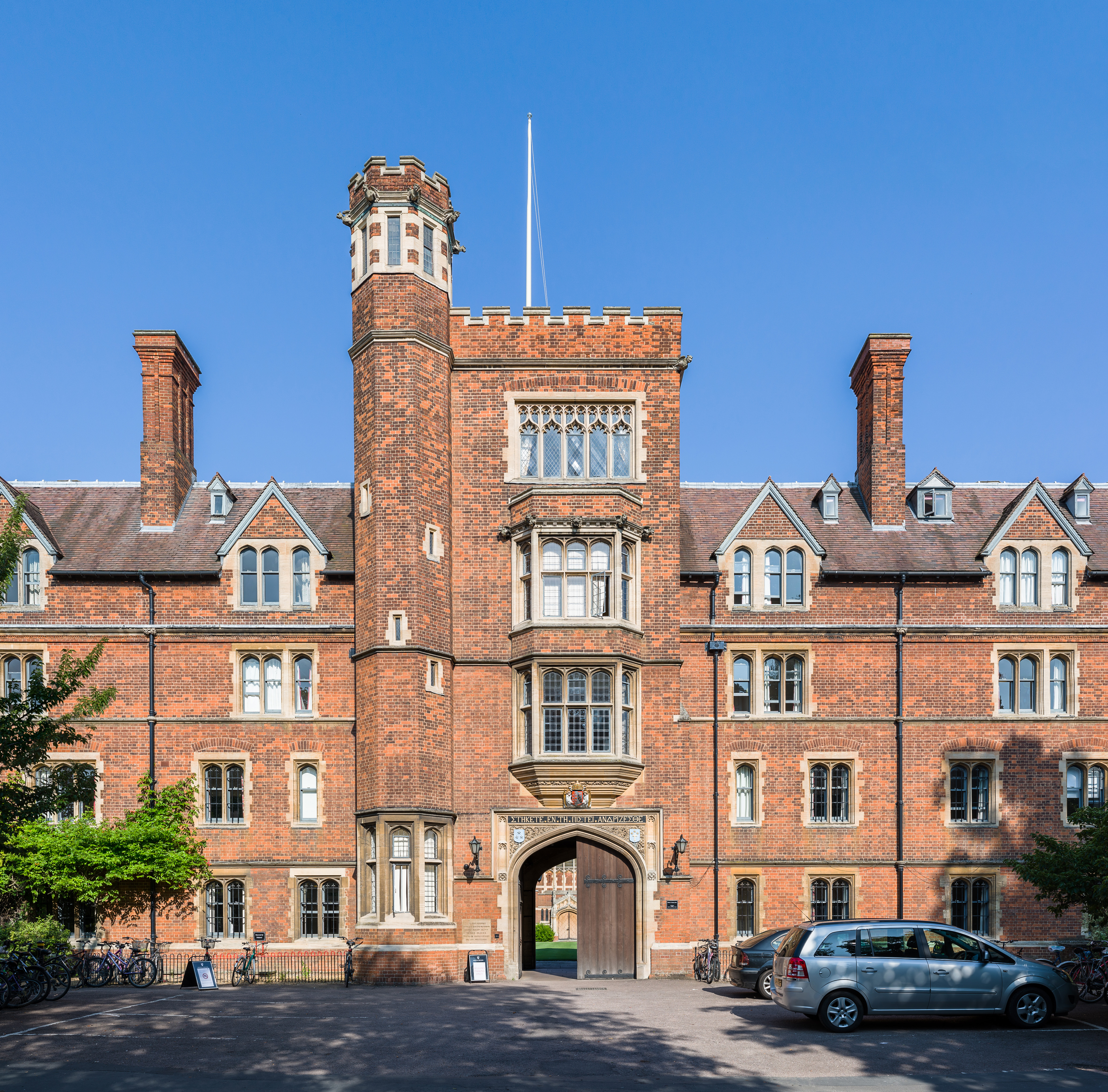
ケンブリッジのセルウィン大学

19世紀初頭には、 パッラーディオ建築の対称性に対する反応としてロマンチックな中世ゴシックリバイバルスタイルが開発され、フォントヒル修道院などの建物が建てられた。 19世紀の半ばまでに、新しいテクノロジーの結果として、建設は金属材料を建築コンポーネントとして組み込むことができた。構造は鋳鉄と錬鉄製のフレームで組み立てられたが、張力が弱いため、これらの材料はより構造的に強靭な鋼により段階的に置き換えられた。 鉄骨構造の最も優れた設計者のひとりは、水晶宮を設計したジョセフ・パクストンである。パクストンは、現在も人気のあるイギリスのルネサンス様式で、 メントモアタワーズなどの住宅も建設し続けた。 繁栄のこの時代に新しい建設方法が開発されたが、皮肉なことに、オーガスタス・ピュージンなどの建築家によって開発された建築様式は、通常、回顧的であった。 
スコットランドでは、 グラスゴーで修業した建築家アレクサンダー・トムソンが、商業建築に鋳鉄と鋼を使用した先駆者であり、新古典主義の伝統とエジプトや東洋のテーマを融合させて、真に独自の構造を数多く生み出した。この時期のその他の著名なスコットランド建築家は、 アーチバルド・シンプソンとアレグザンダー・マーシャル・マッケンジーであり、アバディーンの建築には、様式的に多様な作品が見られる。   
スコットランドの建築家たちがこのスタイルを開拓すると、すぐにイギリス中に広まり、さらに40年間人気を博した。 過去の保存と再発明におけるその建築的価値は重要である。その影響は多様であったが、それを実践したスコットランドの建築家は、建築、目的、日常生活を有意義な方法で融合させるユニークな方法に触発された。 

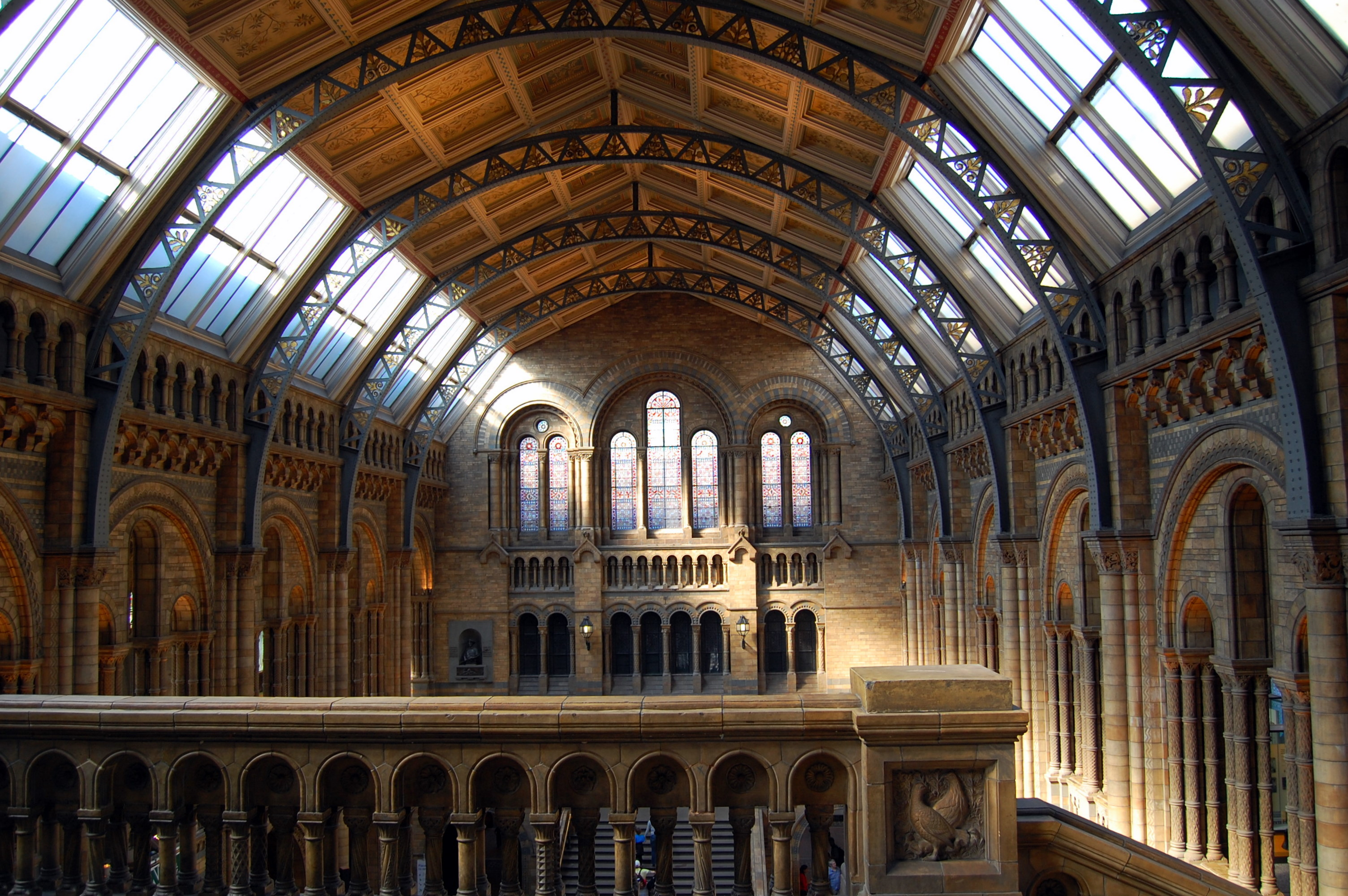
ロンドン自然史博物館の中央ホール

- Jacobethan (1830–1870; the precursor to the Queen Anne style)
- Renaissance Revival (1840–1890)
- Neo-Grec (1845–1865)
- Romanesque Revival
- Second Empire (1855–1880; originated in France)
- Queen Anne Revival (1870–1910)
- Scots Baronial (predominantly Scotland)
- British Arts and Crafts movement (1880–1910)

### 同じ期間に普及したその他の様式
ヴィクトリア朝様式は同時の唯一の建築様式ではなく、この時代の前に始まったリバイバルのひとつである。これらの様式は、その期間に建てられた多数の例があるため、19世紀と強く関連している。ヴィクトリア朝の建築には、有名な建築家エリオットレイに触発された複雑なウィンドウフレームが数多くある。
- Gothic Revival
- Italianate
- Neoclassical

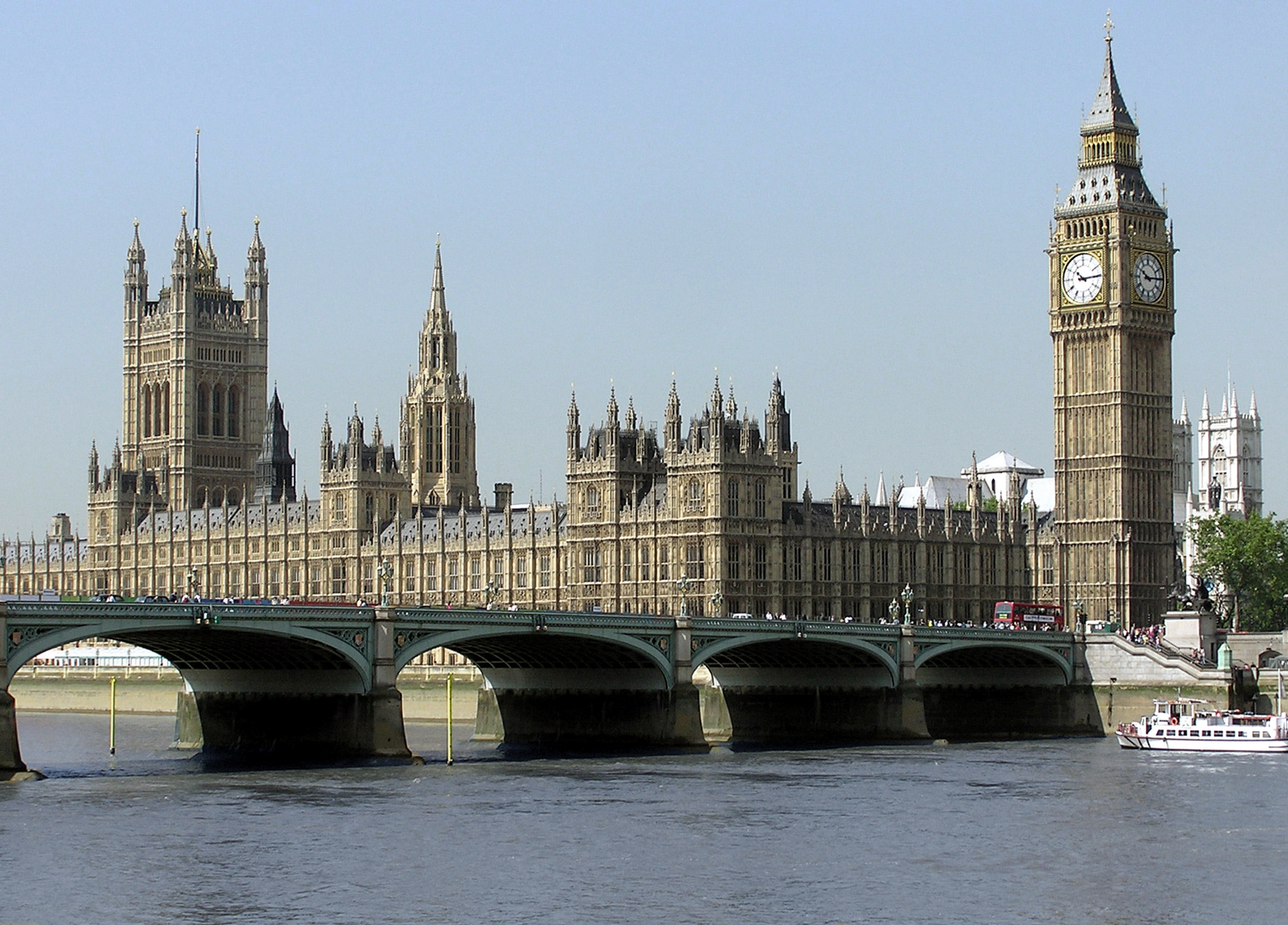
1870年に完成したネオゴシック様式のウェストミンスター宮殿。チャールズ・バリー卿（英語版）とオーガスタス・ピュージンの設計
ロイヤル・アルバート・ホール、ロンドン
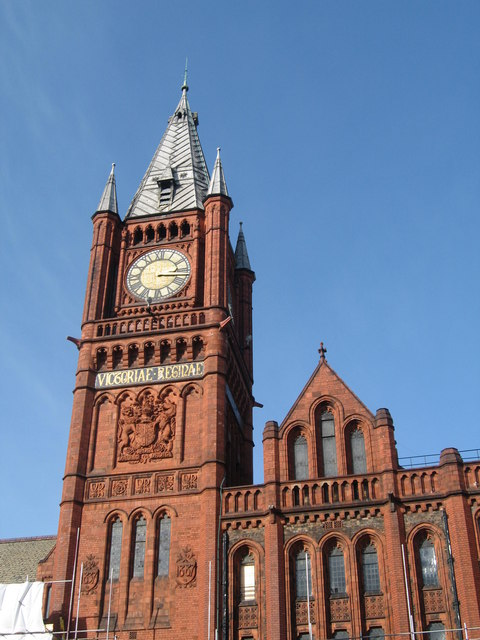
1893年にゴシック・リバイバル建築で完成したリバプール大学。アルフレッド・ウォーターハウス（英語版）の設計
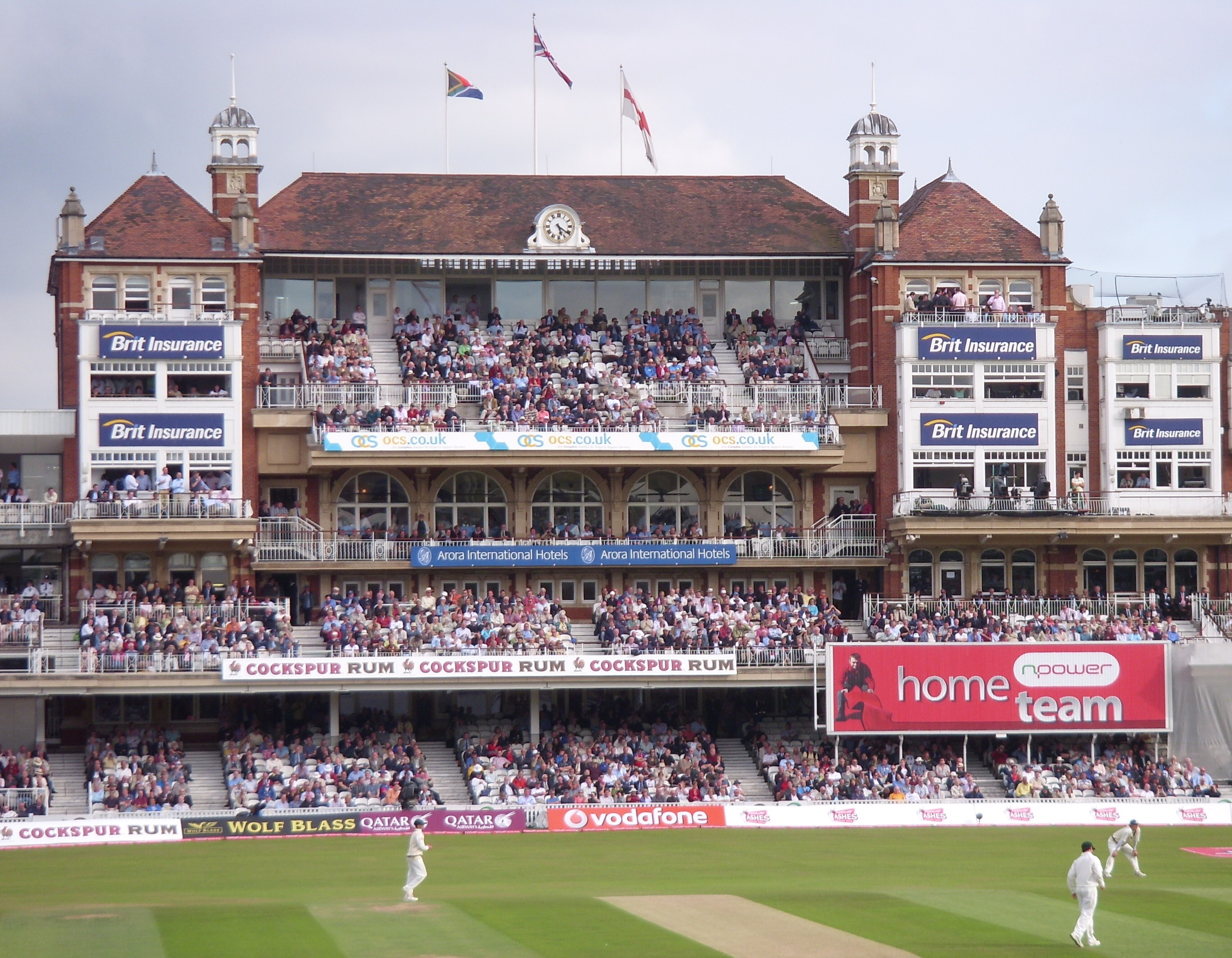
ロンドンのジ・オーバルのクリケットグラウンドのヴィクトリア朝のパビリオン
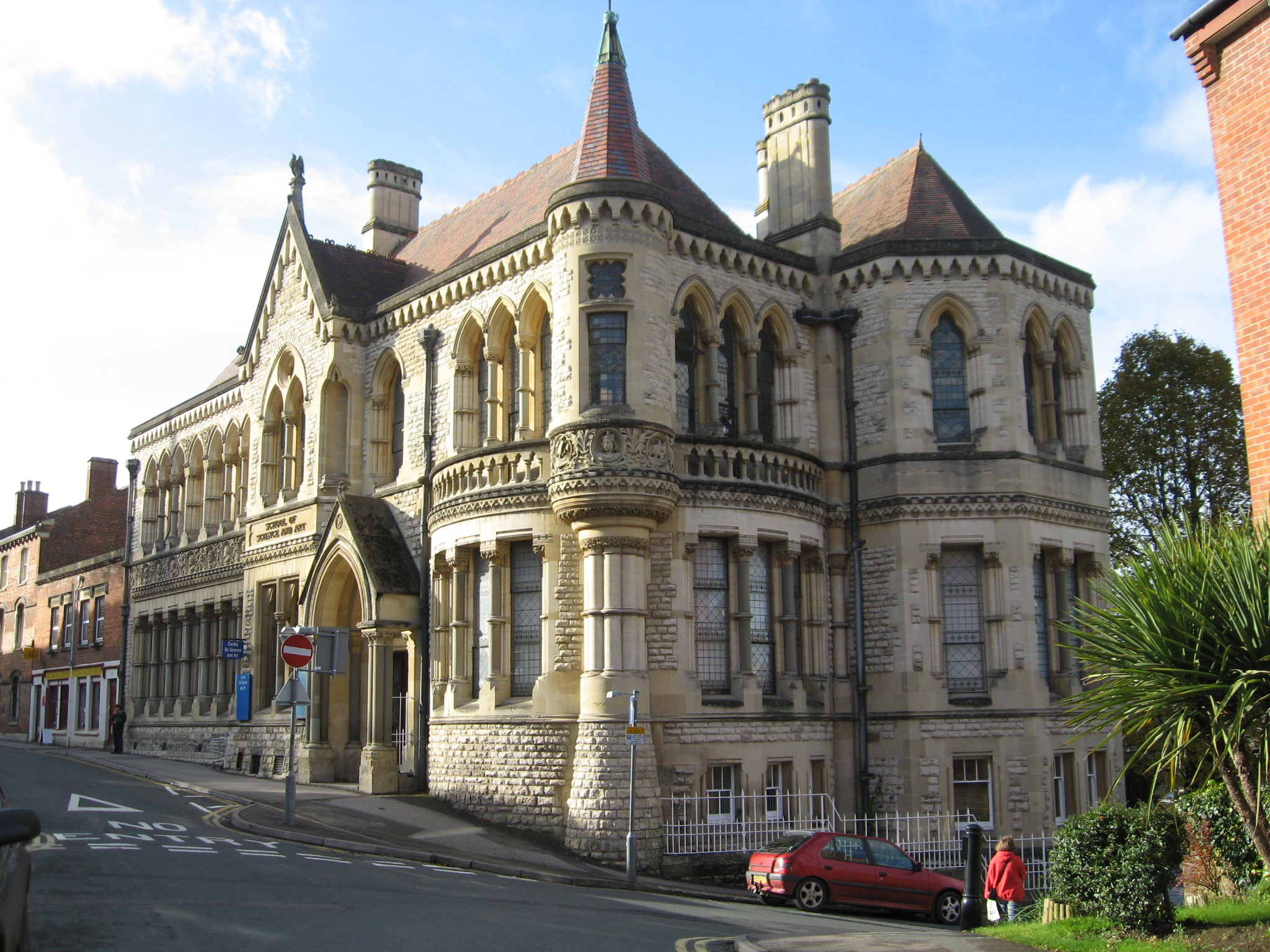
グロスタシャー、ストラウド（英語版）のヴィクトリア朝の芸術科学学校
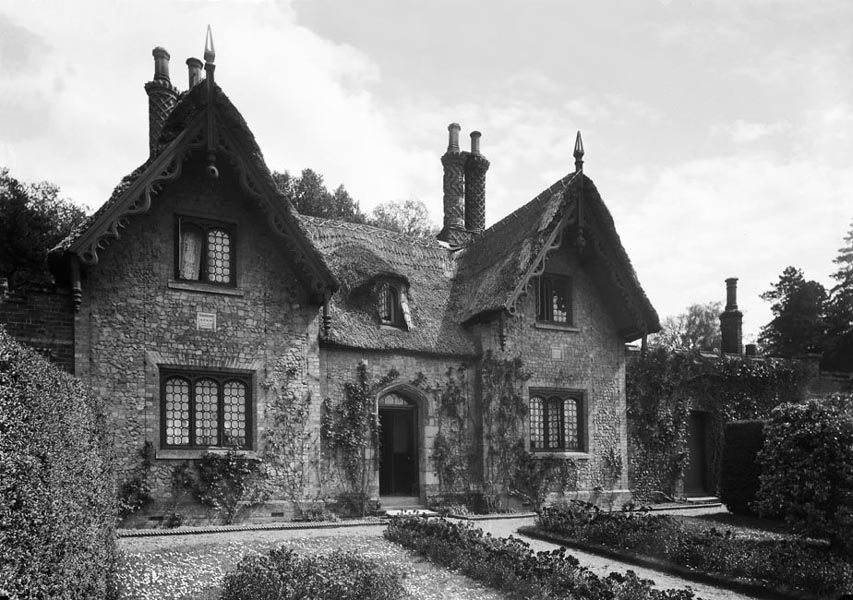
サフォーク、ベリー・セント・エドマンズ（英語版）近くのハードウィック・ハウス（英語版）
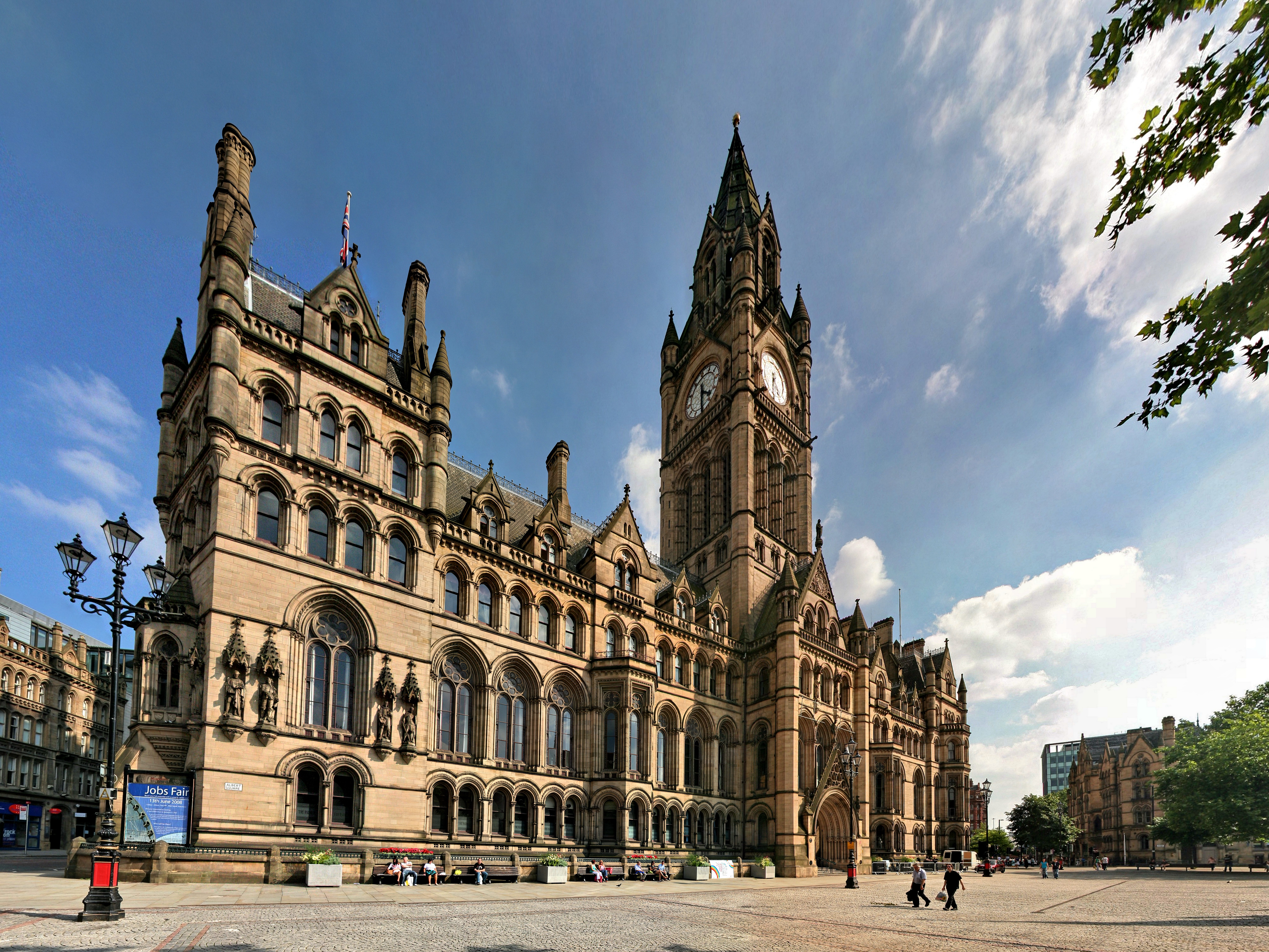
マンチェスター市庁舎
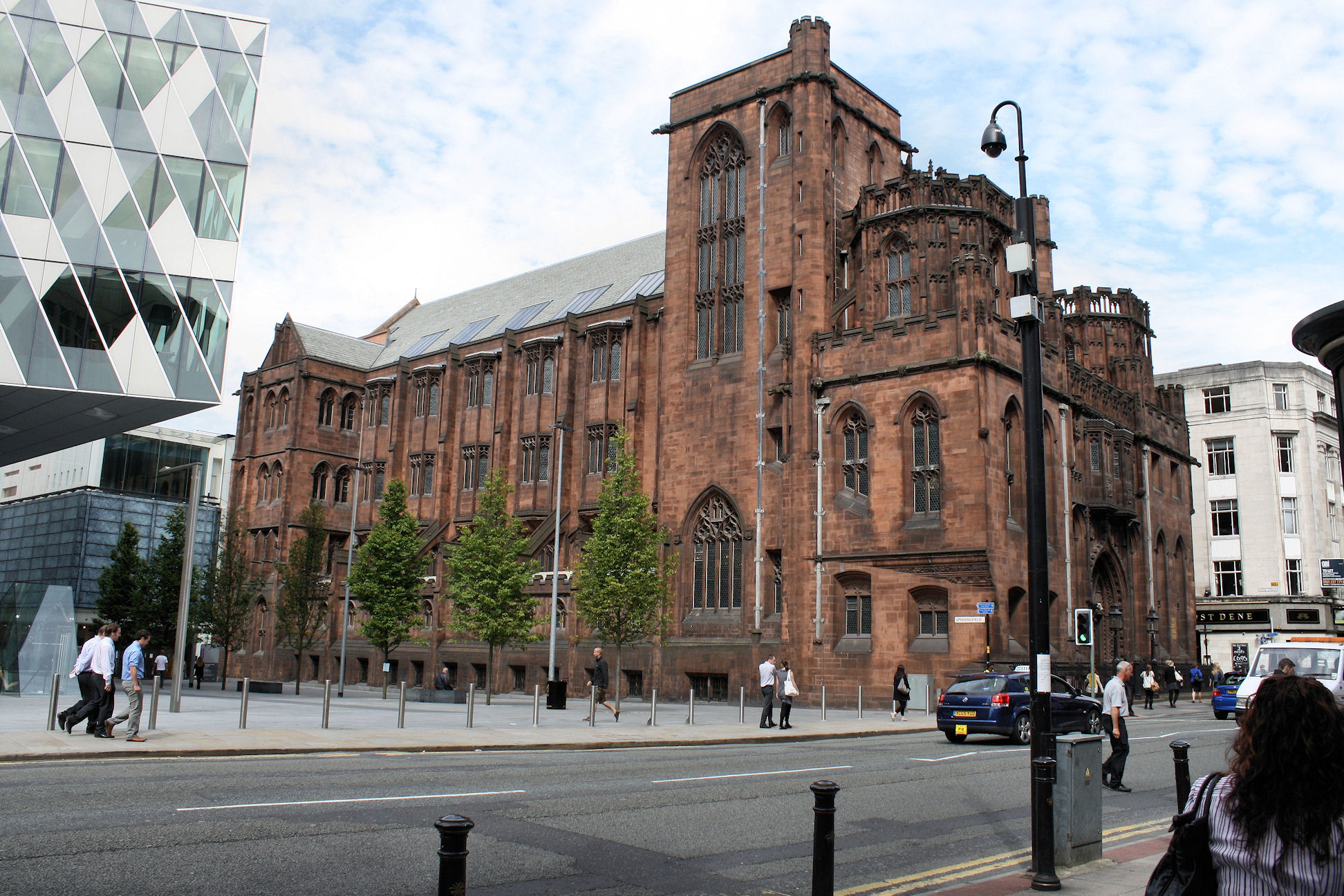
マンチェスターのジョン・ライランズ図書館（英語版）
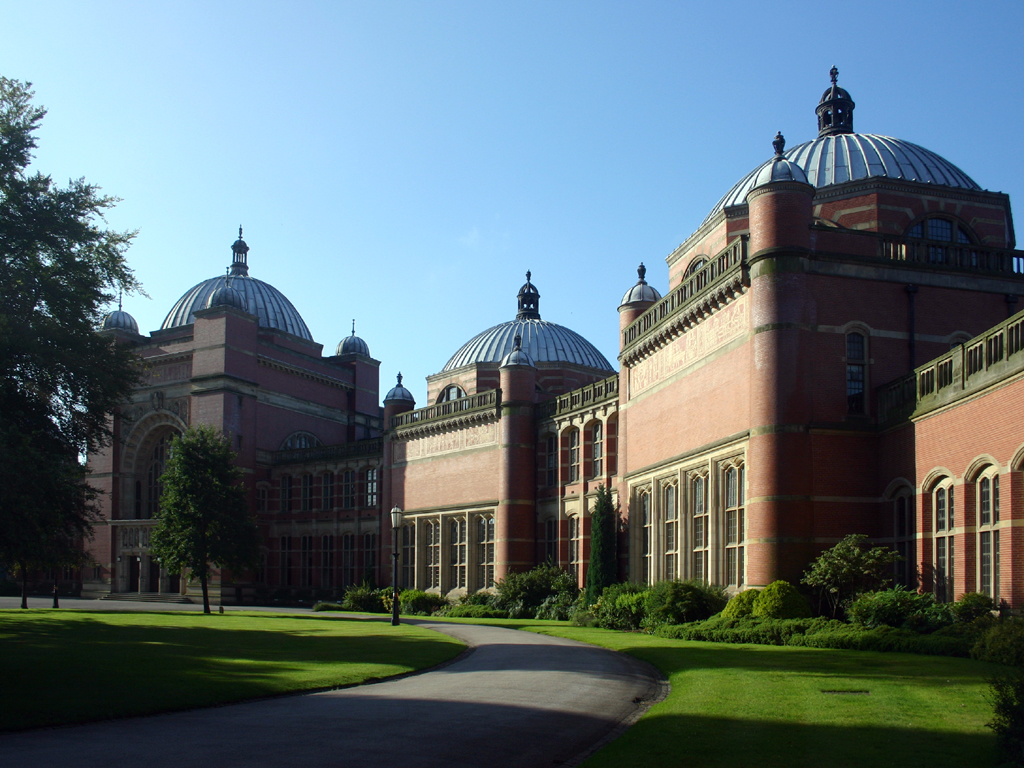
バーミンガム大学のアストン・ウェッブ（英語版）の建物
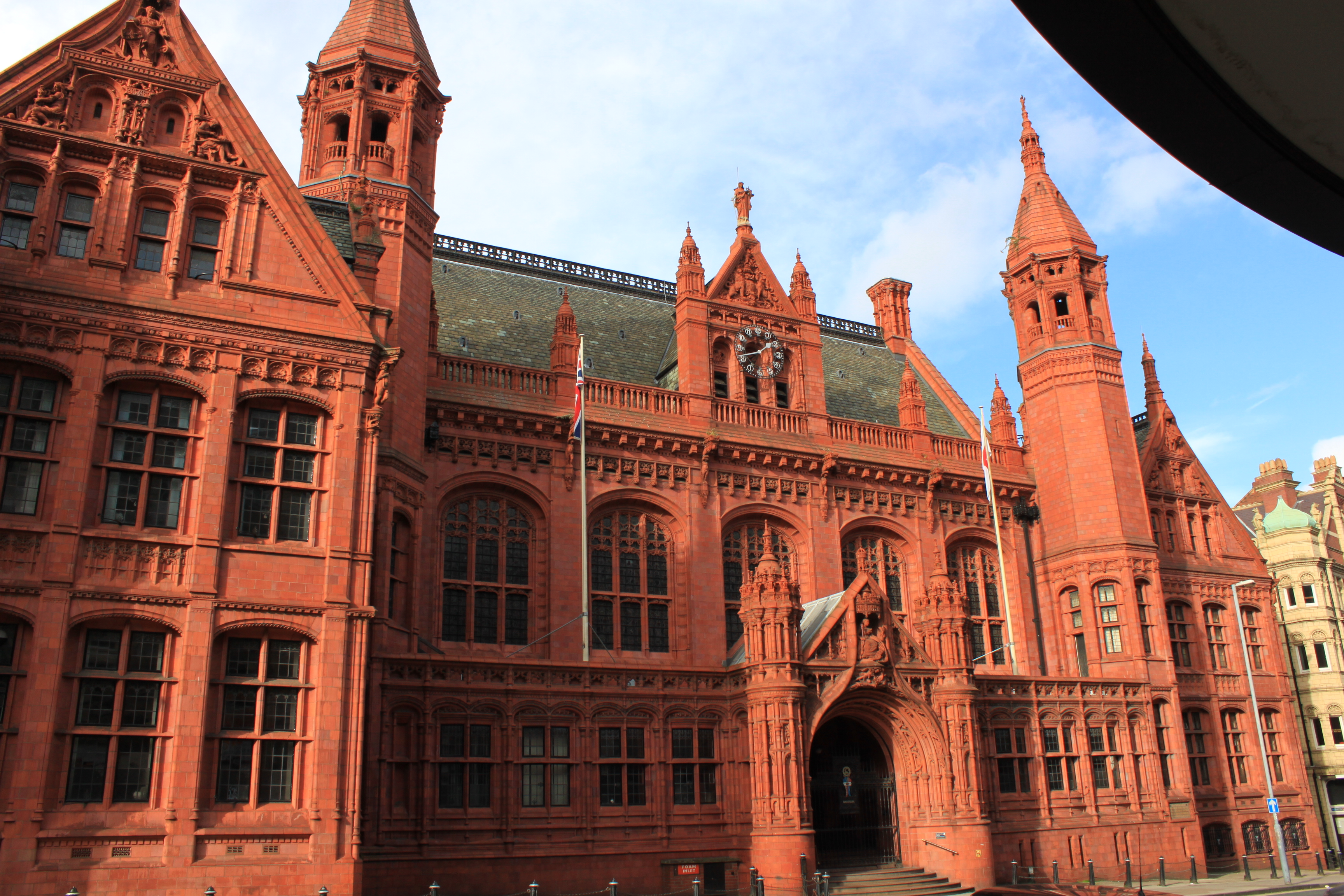
バーミンガム治安判事裁判所（英語版）
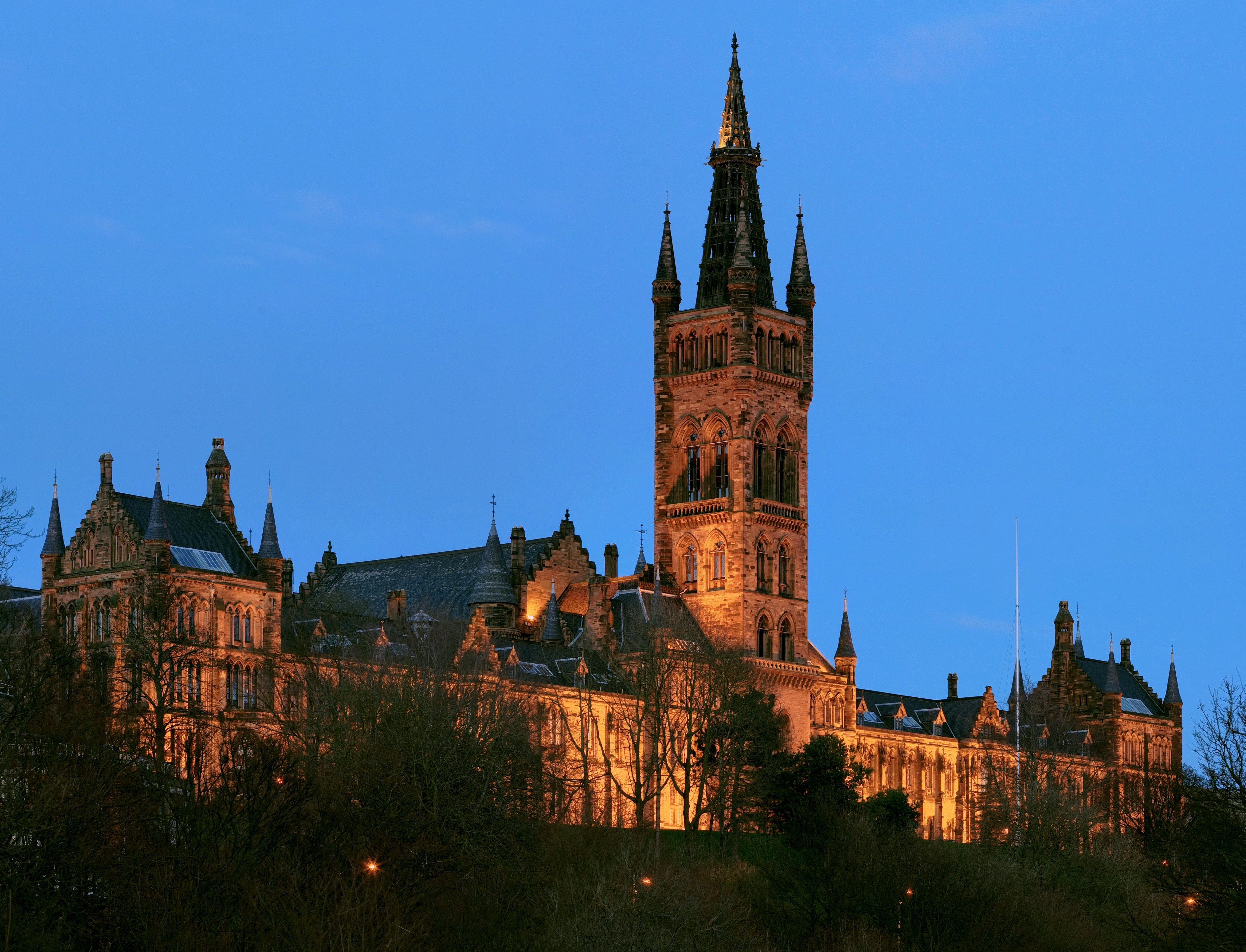
ケルビングローブ公園（英語版）から見たグラスゴー大学。ゴシック・リバイバル建築の例
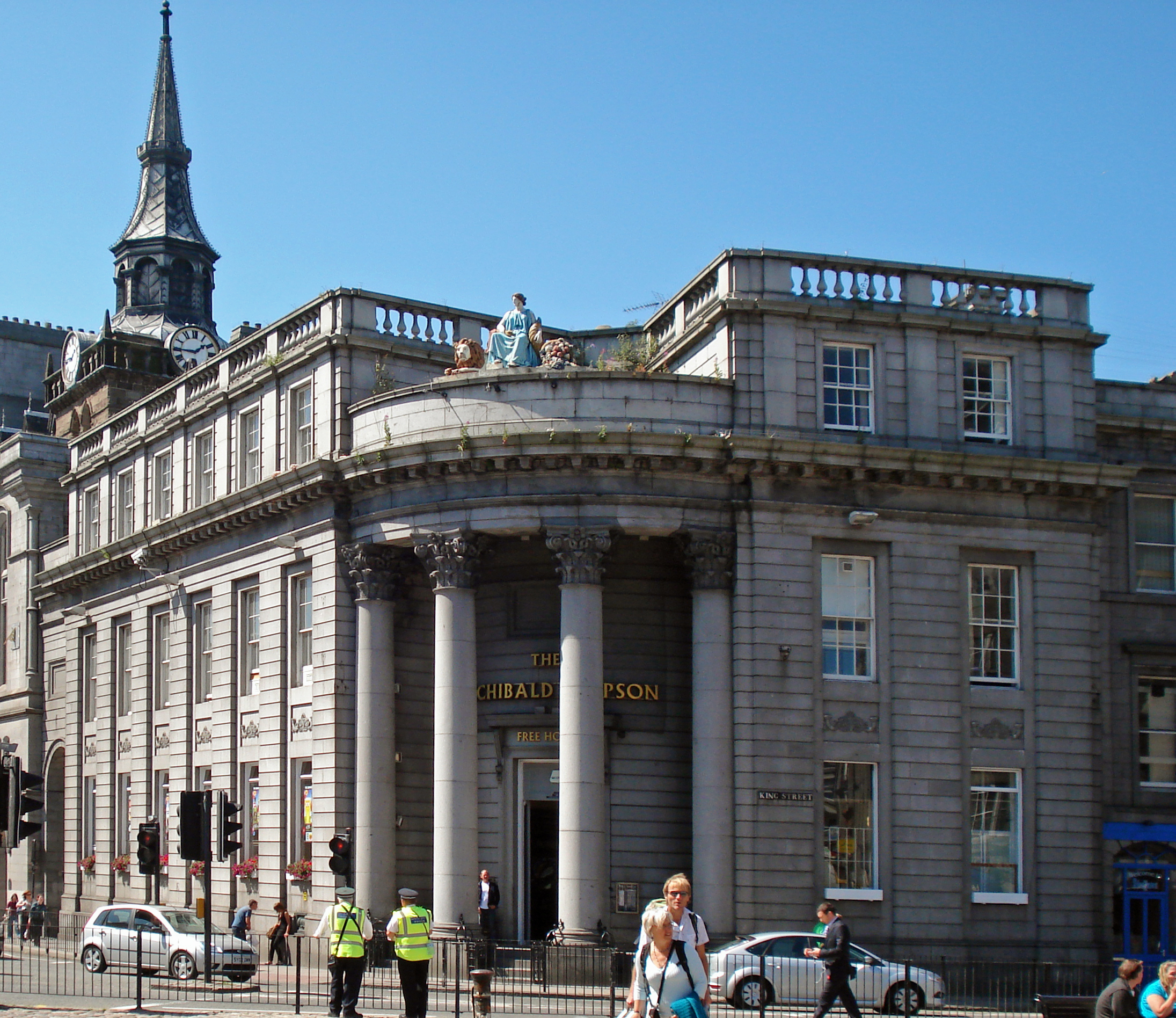
アルチンボルド・シンプソン（英語版）によるアバディーンのスコットランド銀行の北側
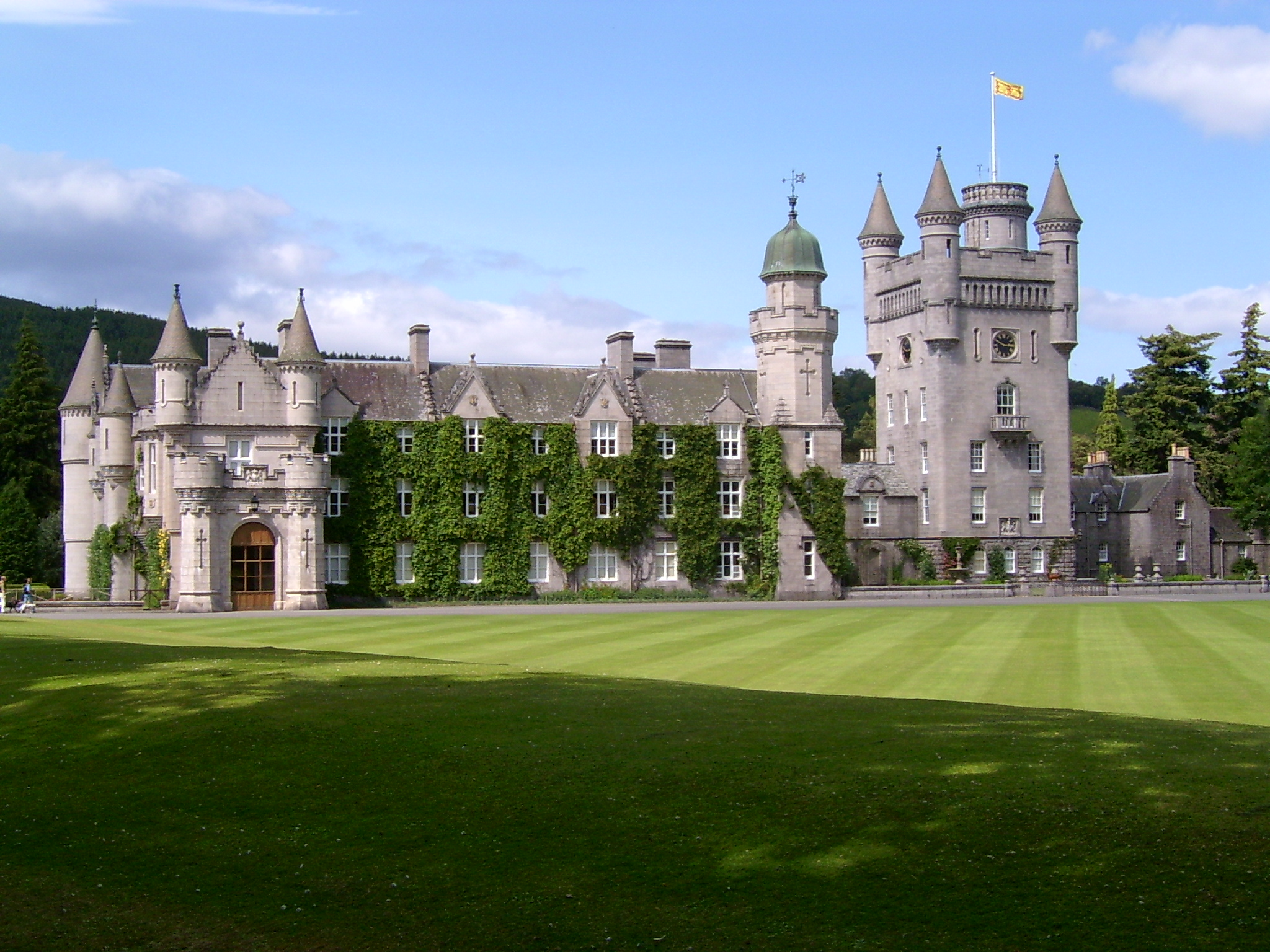
ヴィクトリア女王のために完全に再建されたバルモラル城。コッティシュ・バロニアル様式（英語版）の例
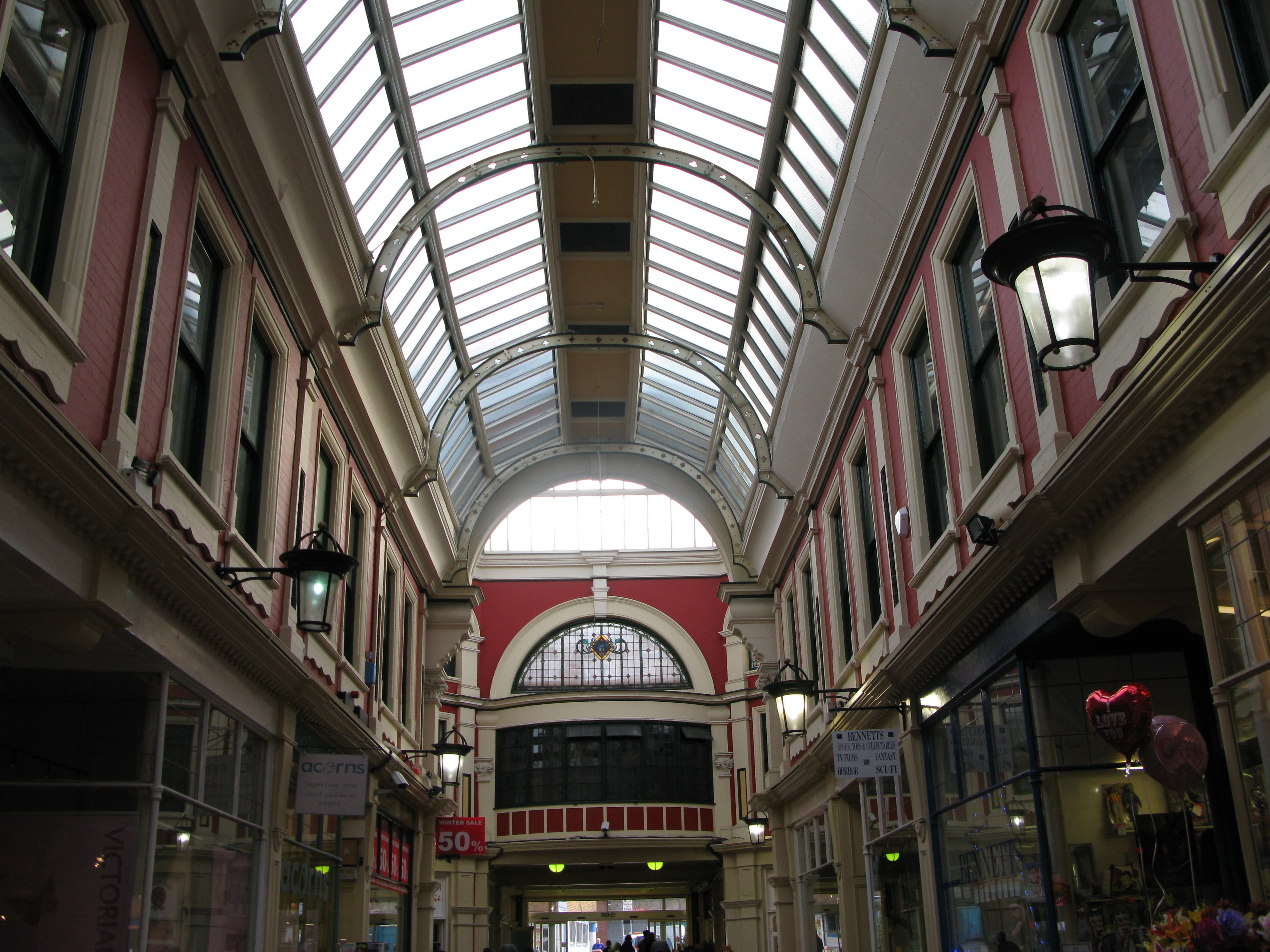
ウォルソールのヴィクトリア朝のアーケード
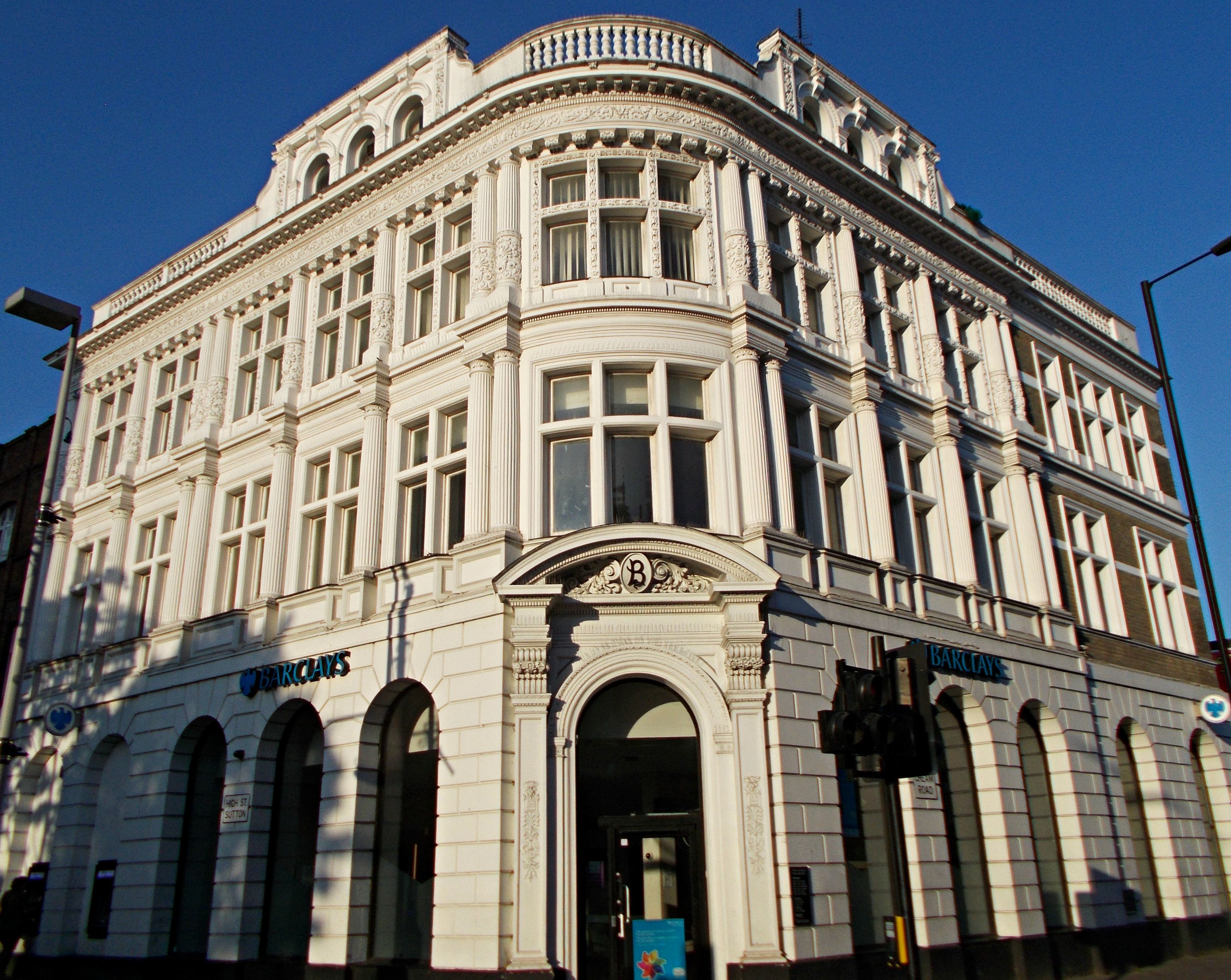
サットンのバークレイズ銀行（英語版）
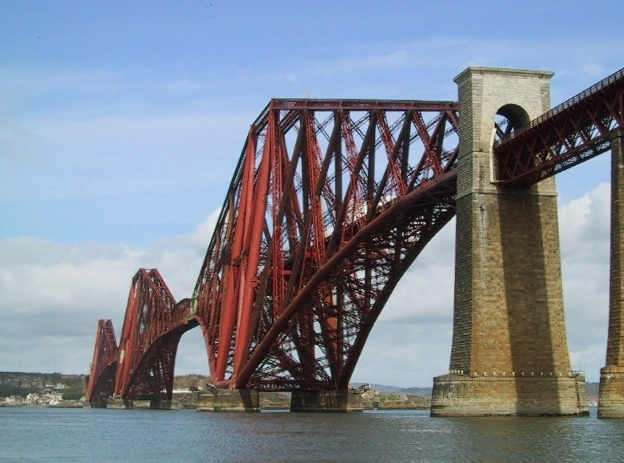
フォース湾に架かるフォース橋。エディンバラ
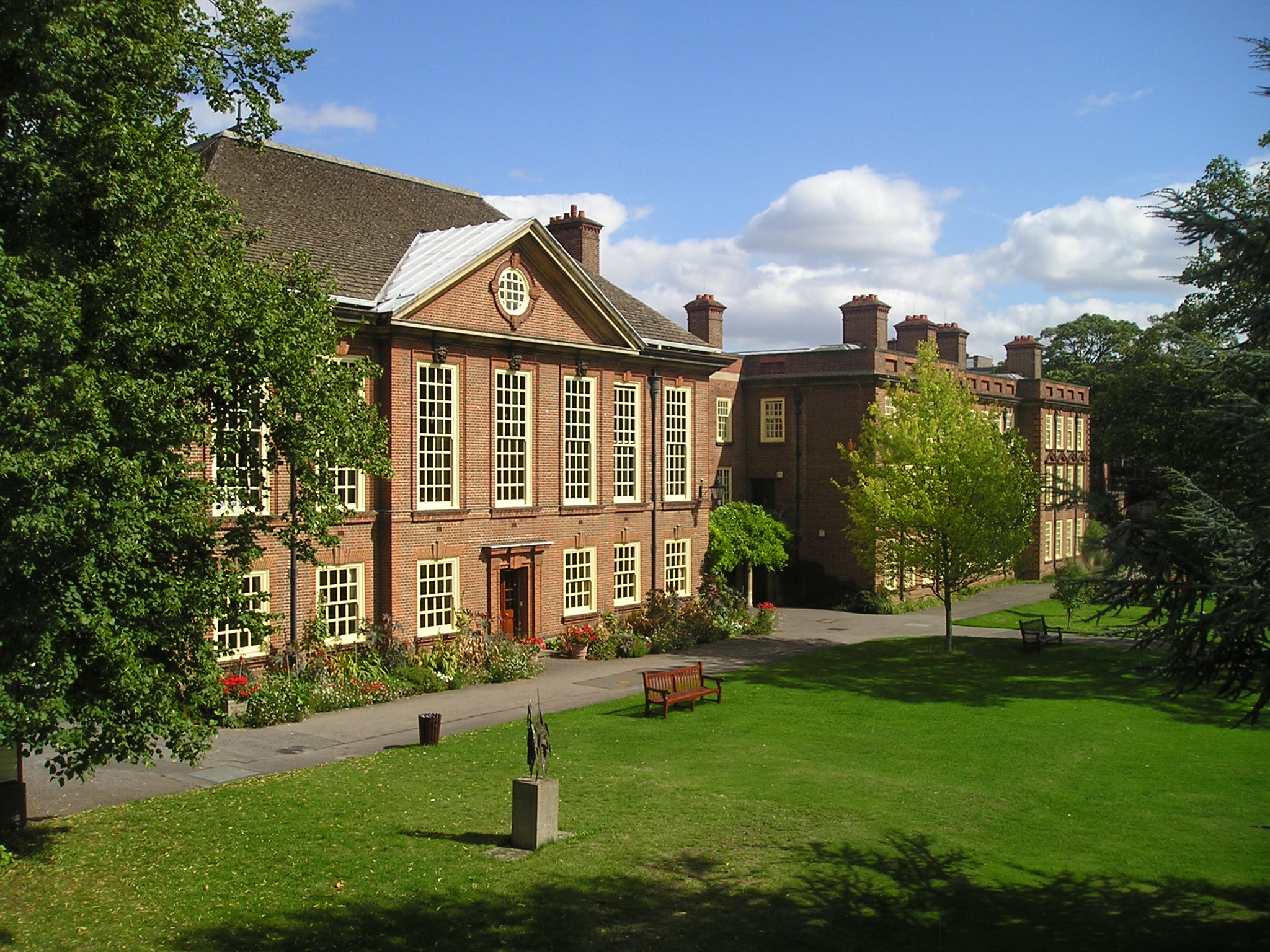
サマーヴィル・カレッジ。オックスフォード

## ヴィクトリア朝様式の国際的な広がり

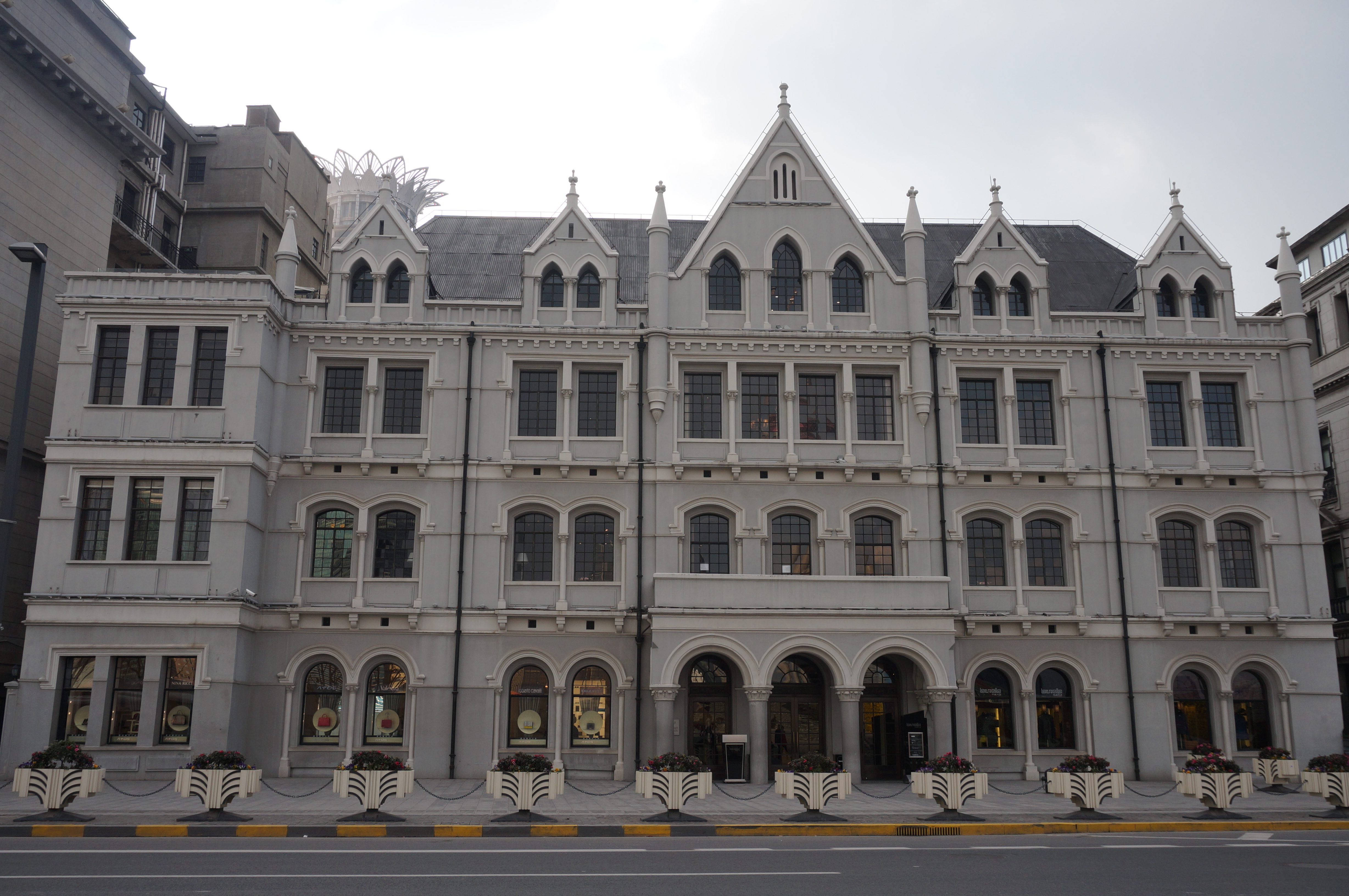
旧中国通商銀行ビルは、中国の上海にあるヴィクトリア様式の建築の一例である。

18世紀には数人のイギリス人建築家が植民地に移住したが、19世紀に大英帝国が定着したため、多くの建築家が彼らのキャリアの初めに移住した。アメリカを選んだ人もいれば、カナダ、オーストラリア、ニュージーランドに行った人もいる。通常、彼らはイギリスを去ったときに流行していた建築様式を適用した。しかし、世紀の後半までに輸送と通信が改善されたことで、帝国の遠隔地でも雑誌「ビルダー 」などの出版物にアクセスできるようになった。したがって、英語の建築の影響は世界中に広がった。ウィリアム・バターフィールド （ セントピーターズ大聖堂、アデレード ）やジェイコブ・レイ・モールド （ ニューヨーク市公共事業主任建築家）など、著名な建築家数人が世界中でイギリスから派生したデザインを制作した。 

### オーストラリア

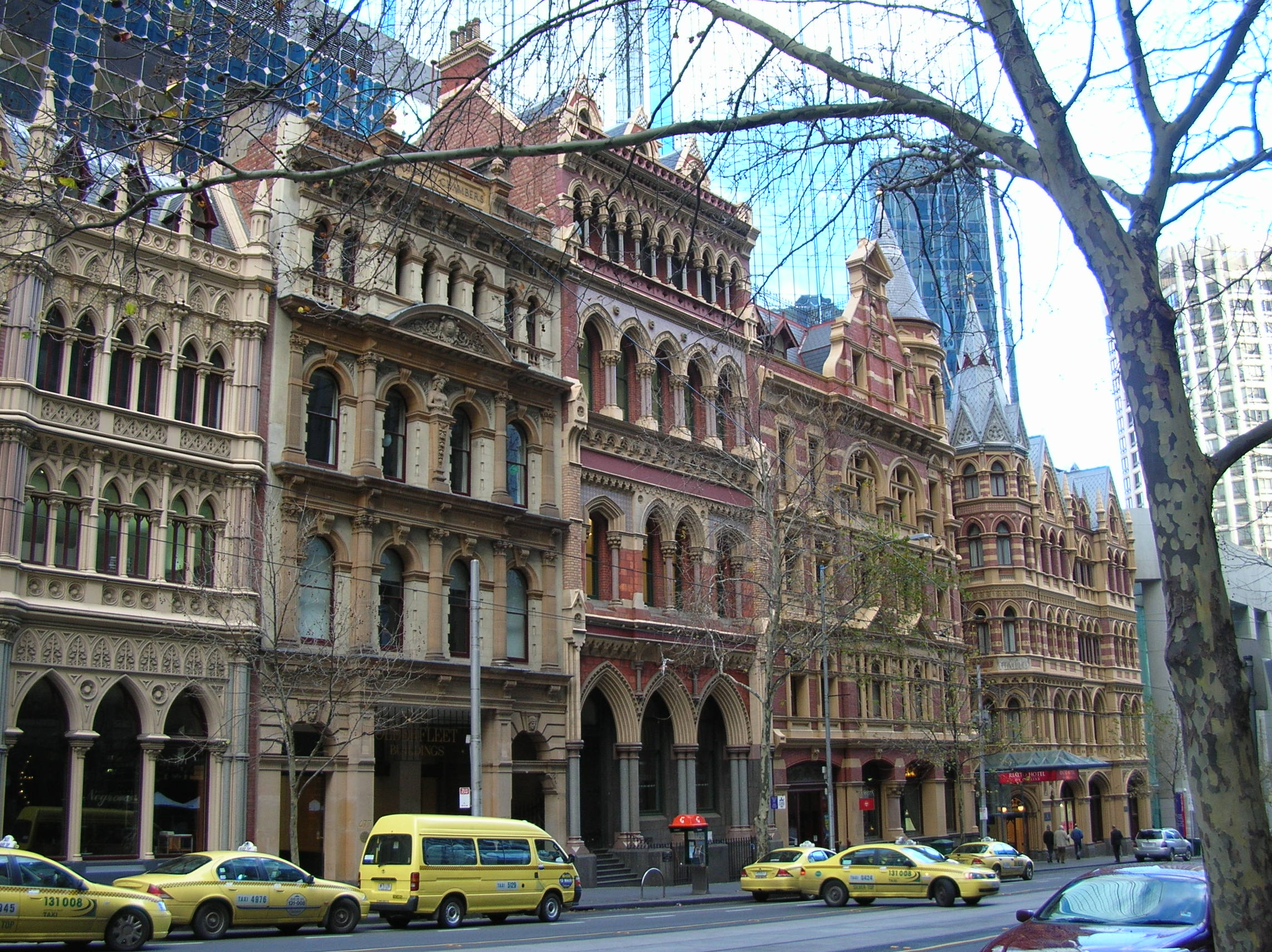
メルボルンのコリンズストリートにある近代的な高層ビルは、ビクトリア朝時代の建物を保存するために、意図的に通りから離れている。

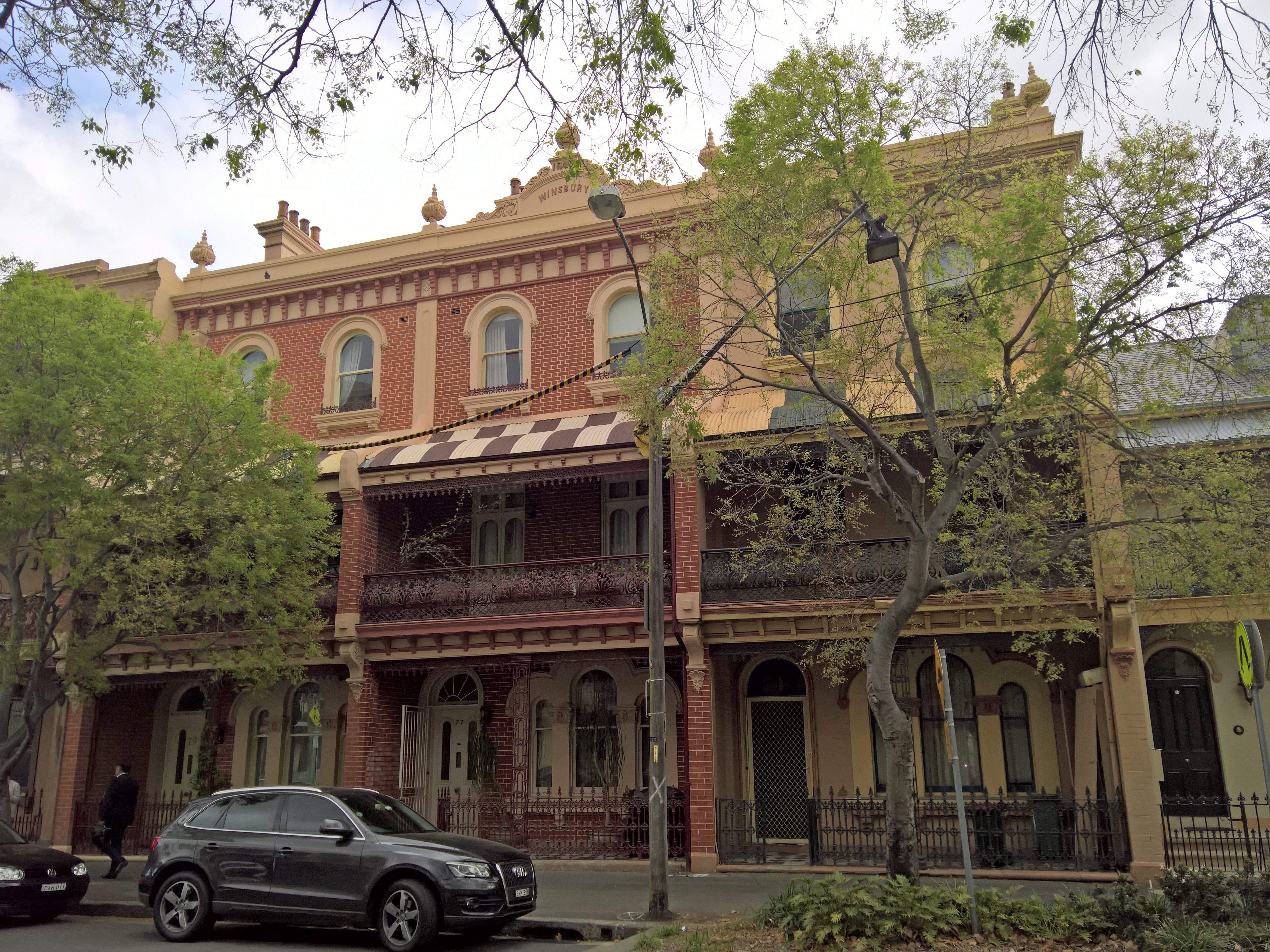
オーストラリアのほとんどのテラスは保存されている。 写真はシドニーのビクトリア朝様式のテラス

ヴィクトリアンはオーストラリアで栄え、1840年代から1890年代にかけてビクトリアとニューサウスウェールズ州でゴールドラッシュと人口ブームが起こったと一般に認識されている。優勢だった15のスタイルがあった： 
- Victorian Georgian
- Victorian Regency
- Egyptian
- Academic Classical
- Free Classical
- Filigree
- Mannerist
- Second Empire
- Italianate
- Romanesque
- Tudor
- Academic Gothic
- Free Gothic
- Rustic Gothic
- Carpenter Gothic

Arts and CraftsスタイルとQueen Anneスタイルは、1890年から1915年までのフェデレーション様式の一部と見なされている。

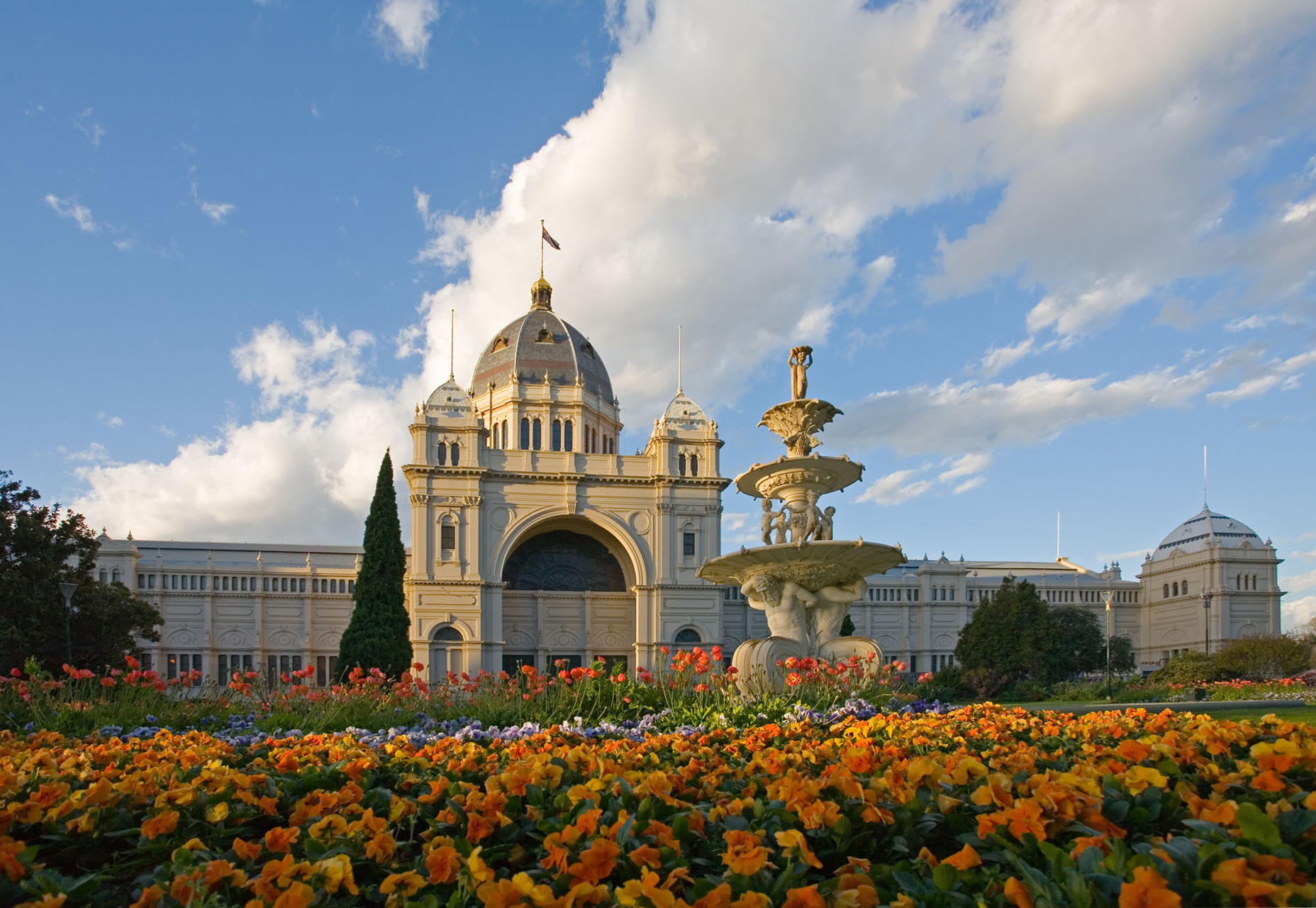
1880年に建てられたメルボルンの世界遺産の王立展示館 （無料クラシック）
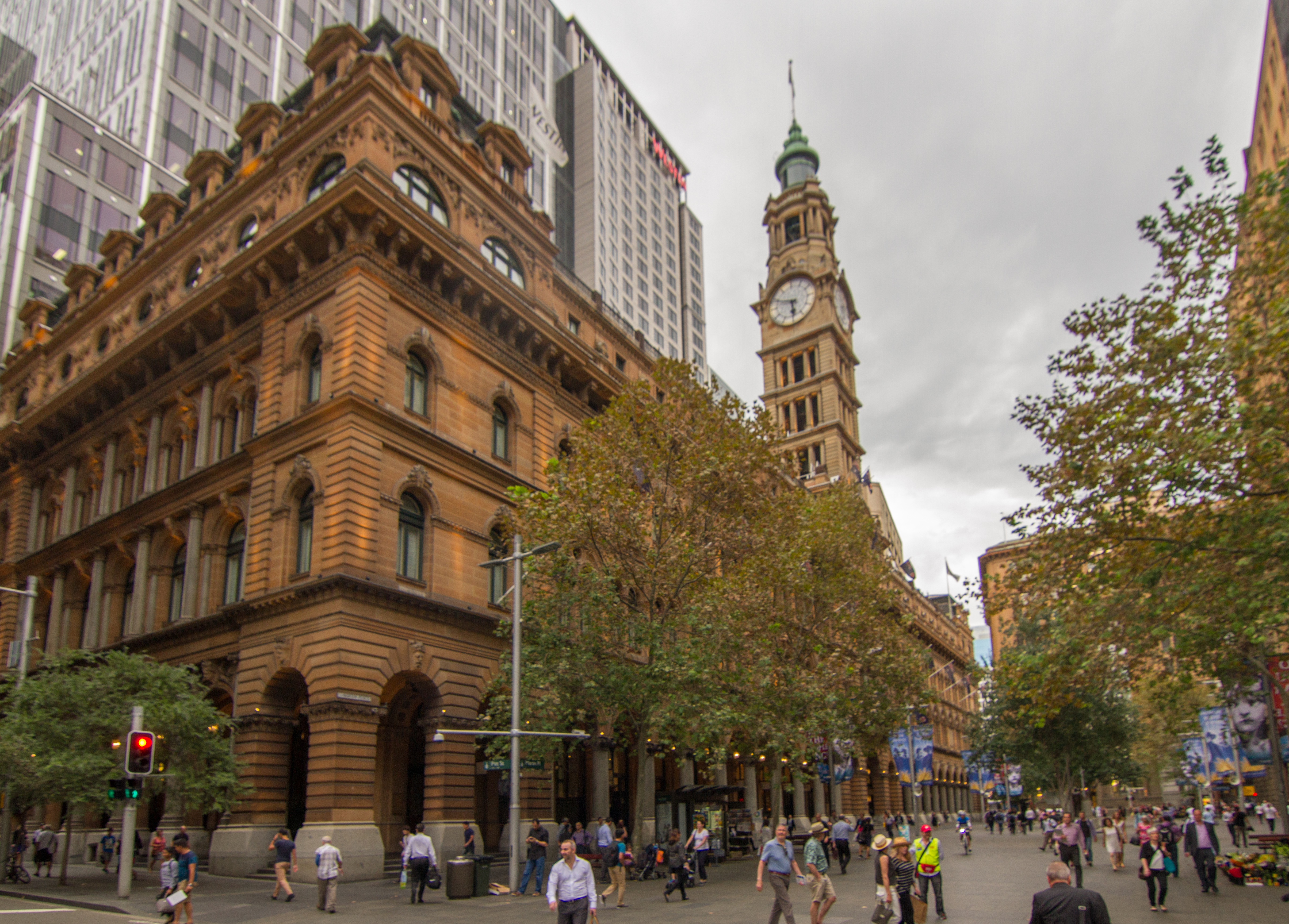
シドニーの一般郵便局 （1891年）
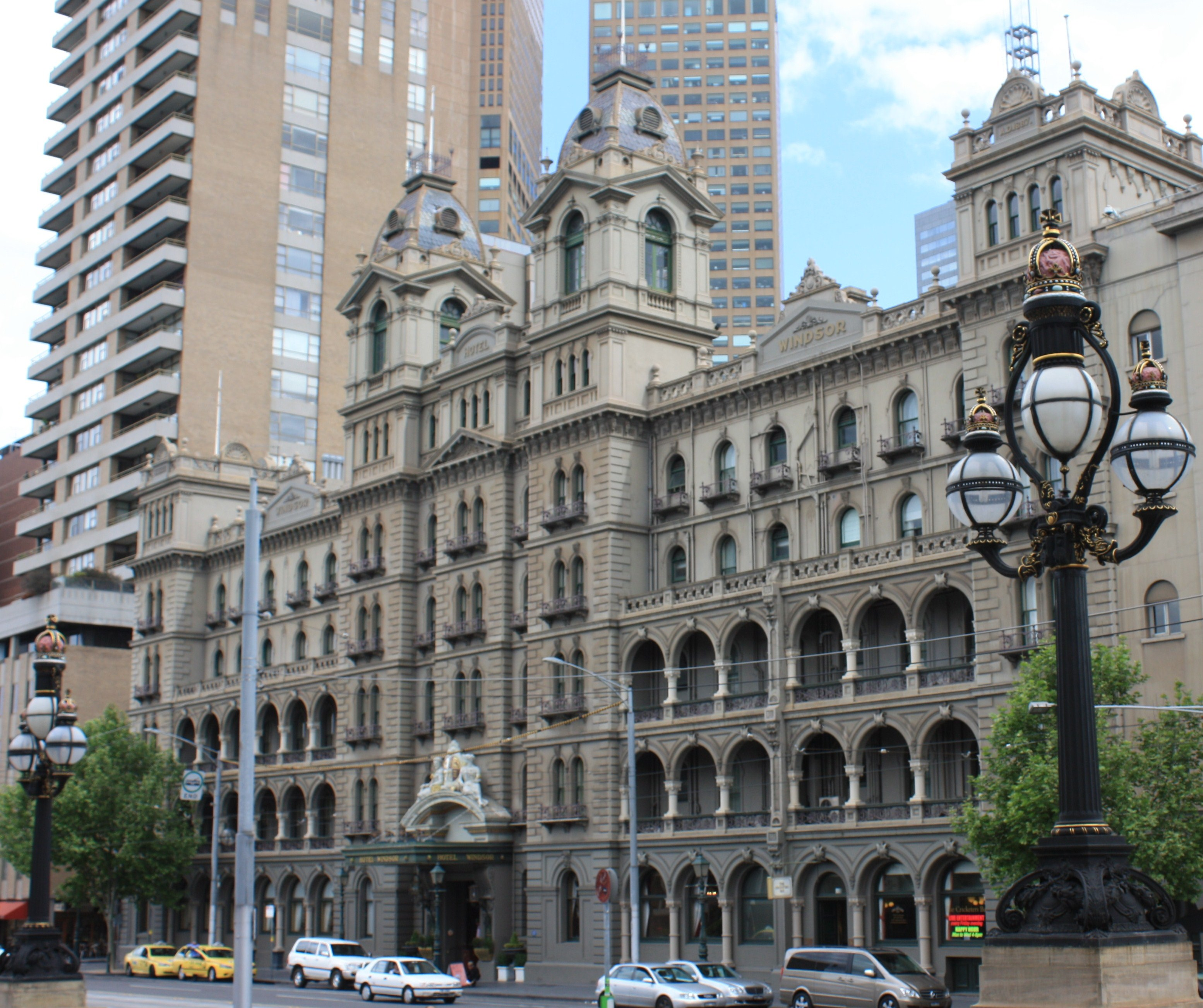
ホテルウィンザー 、1885
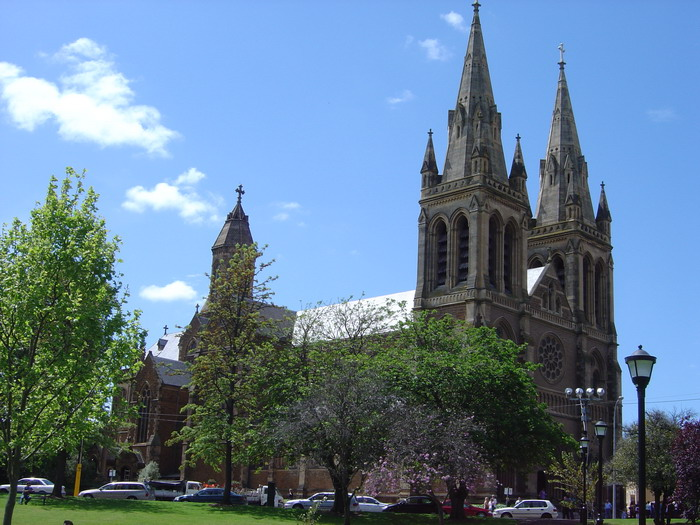
セントピーターズ大聖堂 、 アデレード、南オーストラリア州 （ゴシックリバイバル）
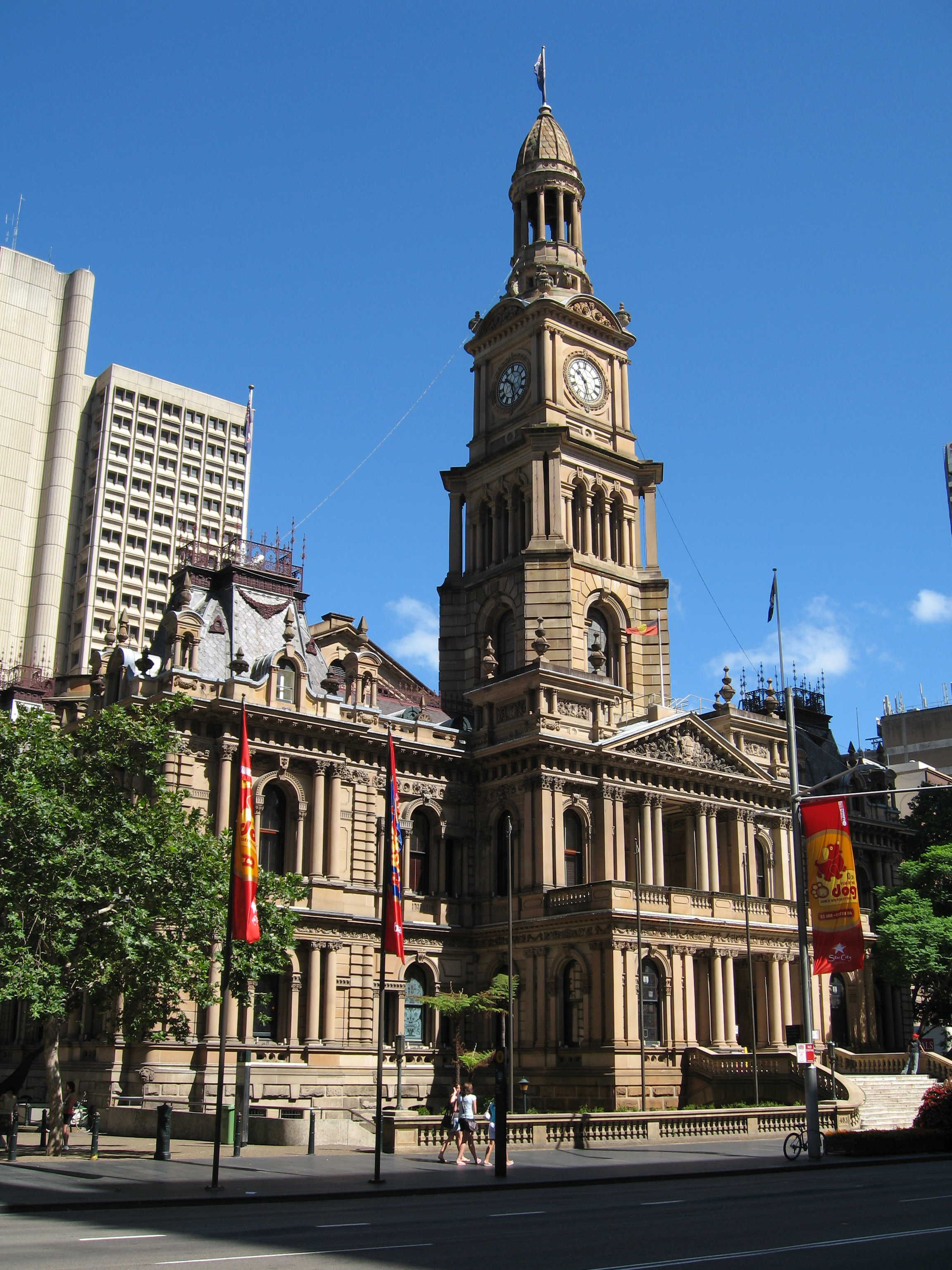
シドニー市庁舎 、セカンドエンパイアスタイル
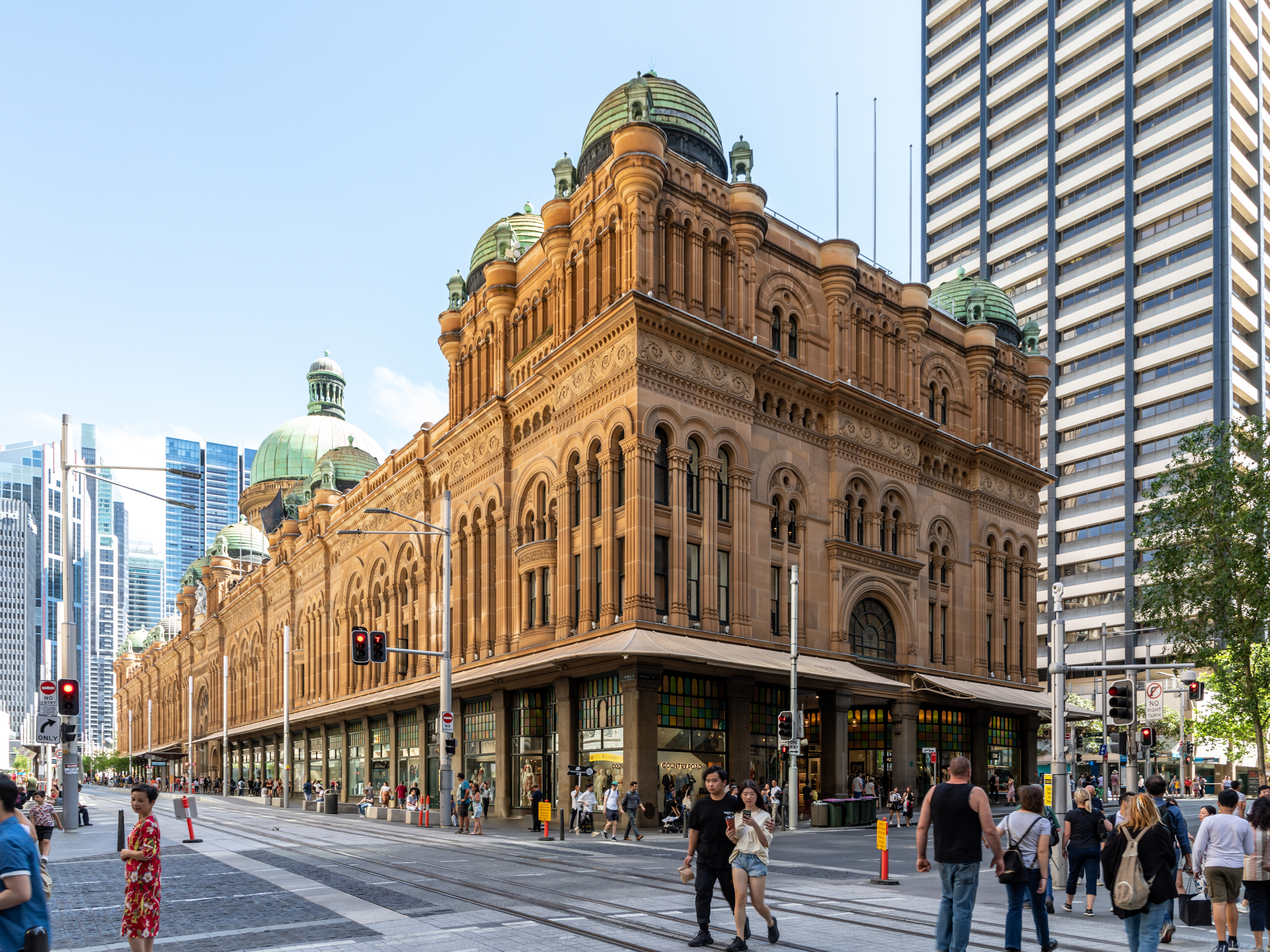
ロマネスク様式のビクトリア女王建物 （1898）
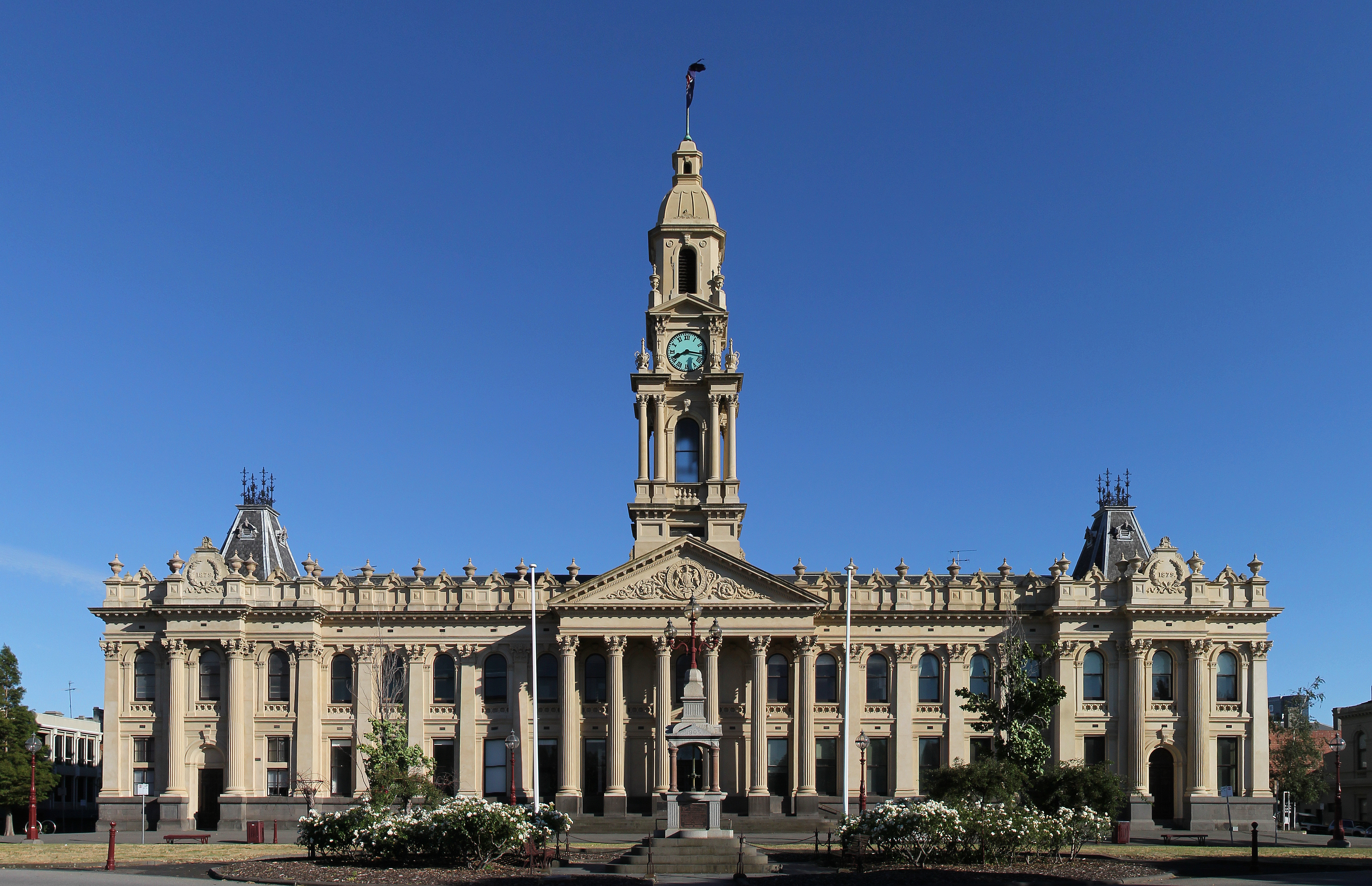
南メルボルンの南メルボルン市庁舎
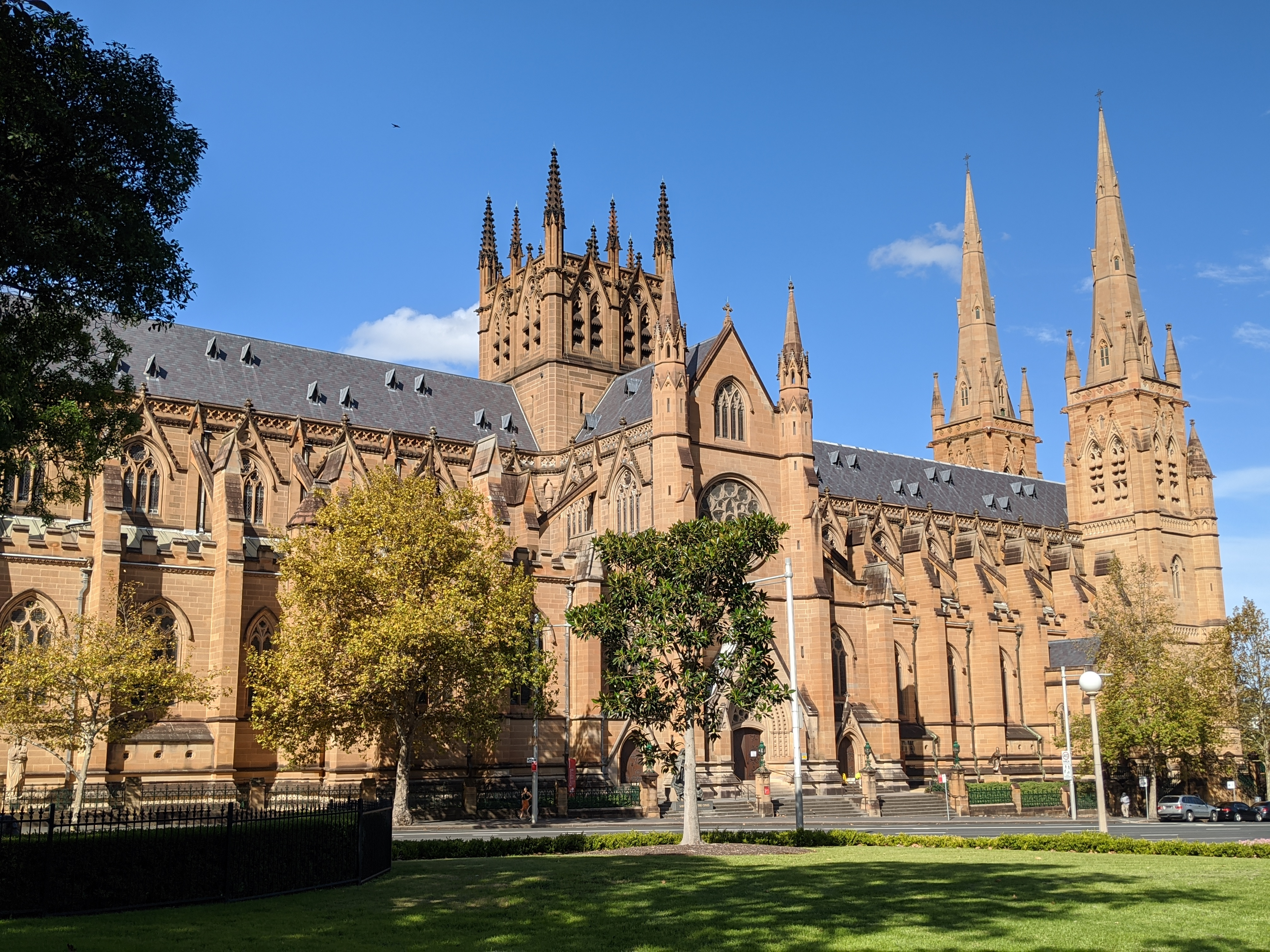
ビクトリア朝のゴシック建築のシドニーのセントメアリー大聖堂 （1882年）
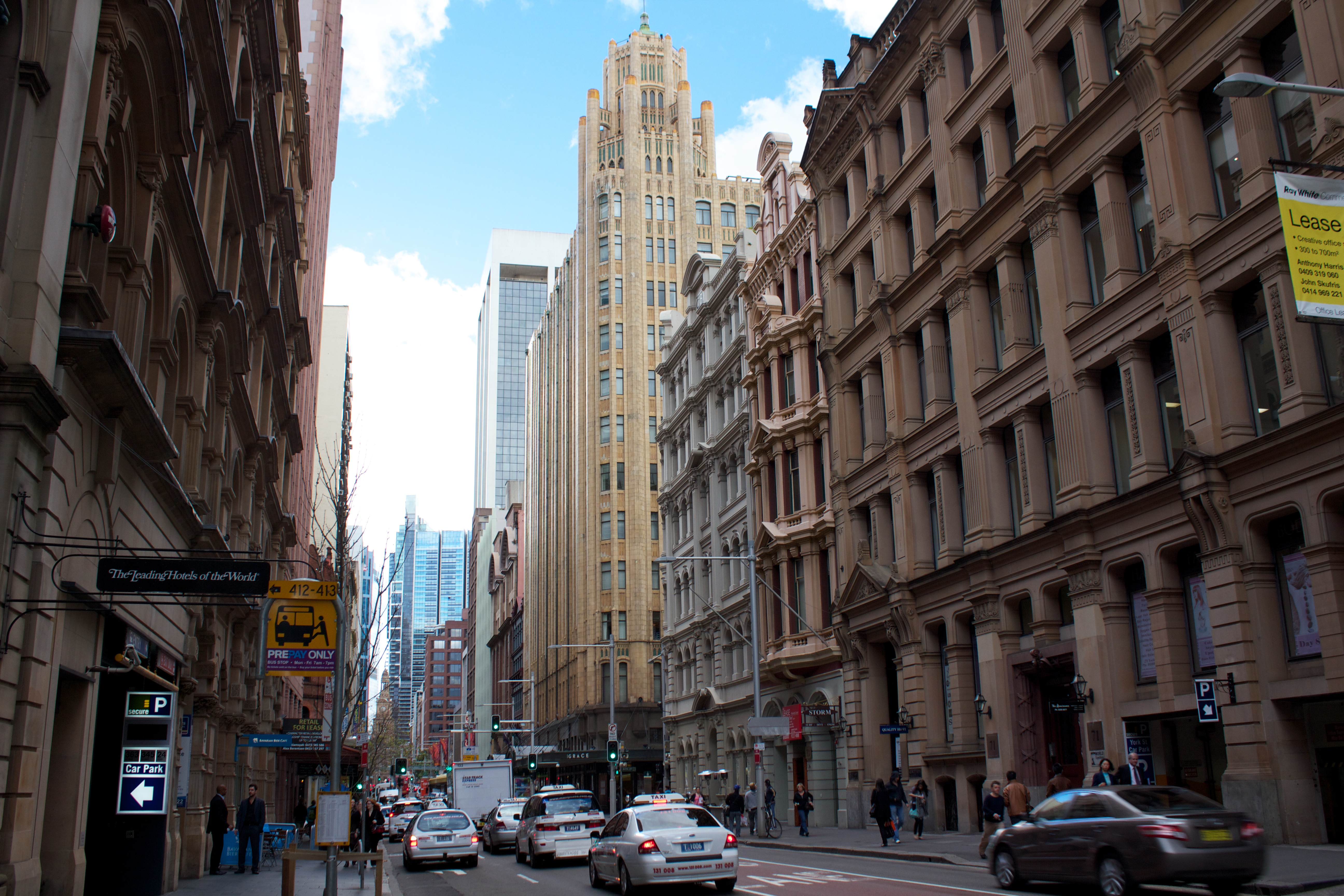
シドニーの通りに並ぶビクトリア朝のマニエリスム建築
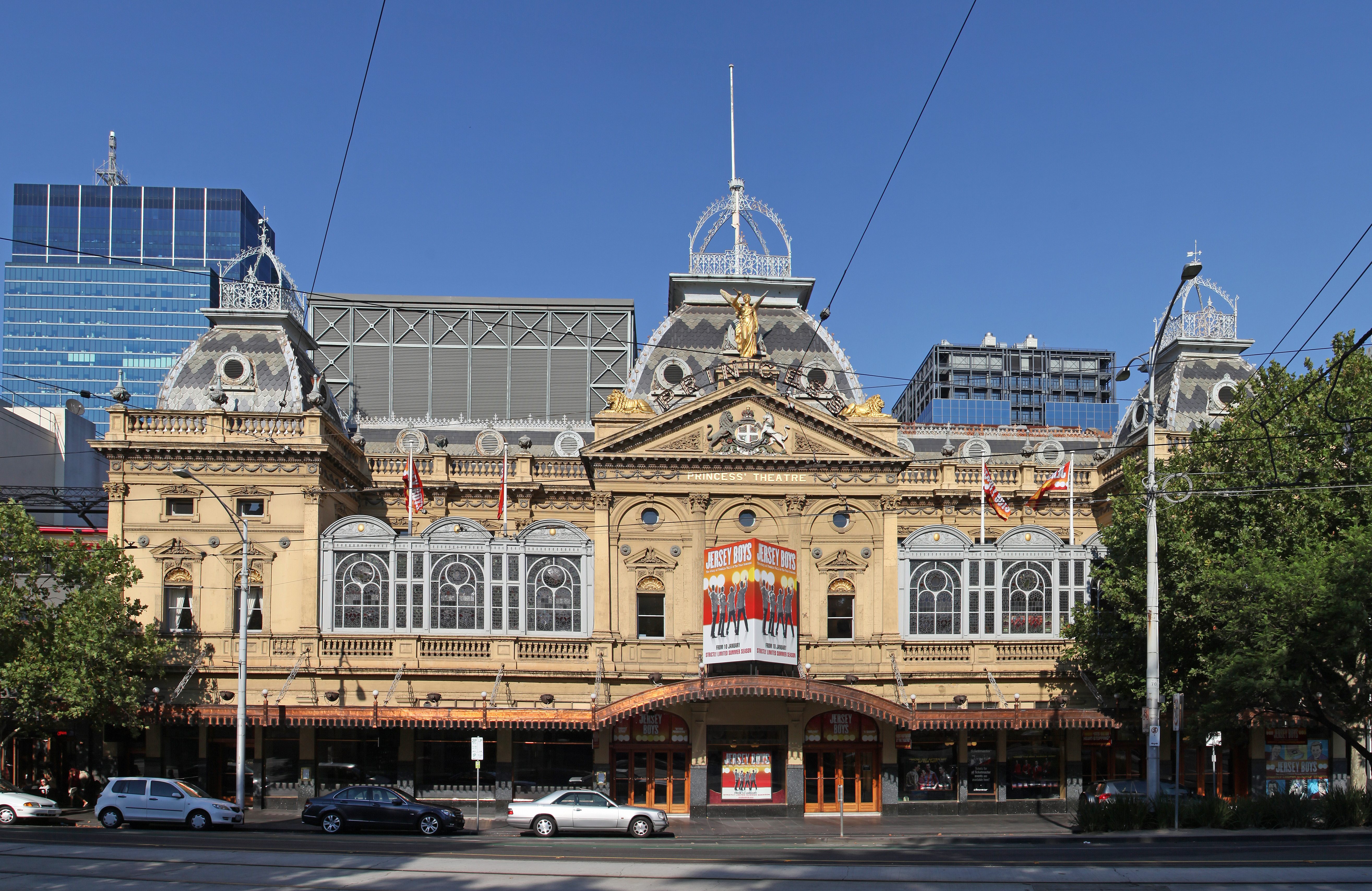
メルボルンのプリンセスシアター
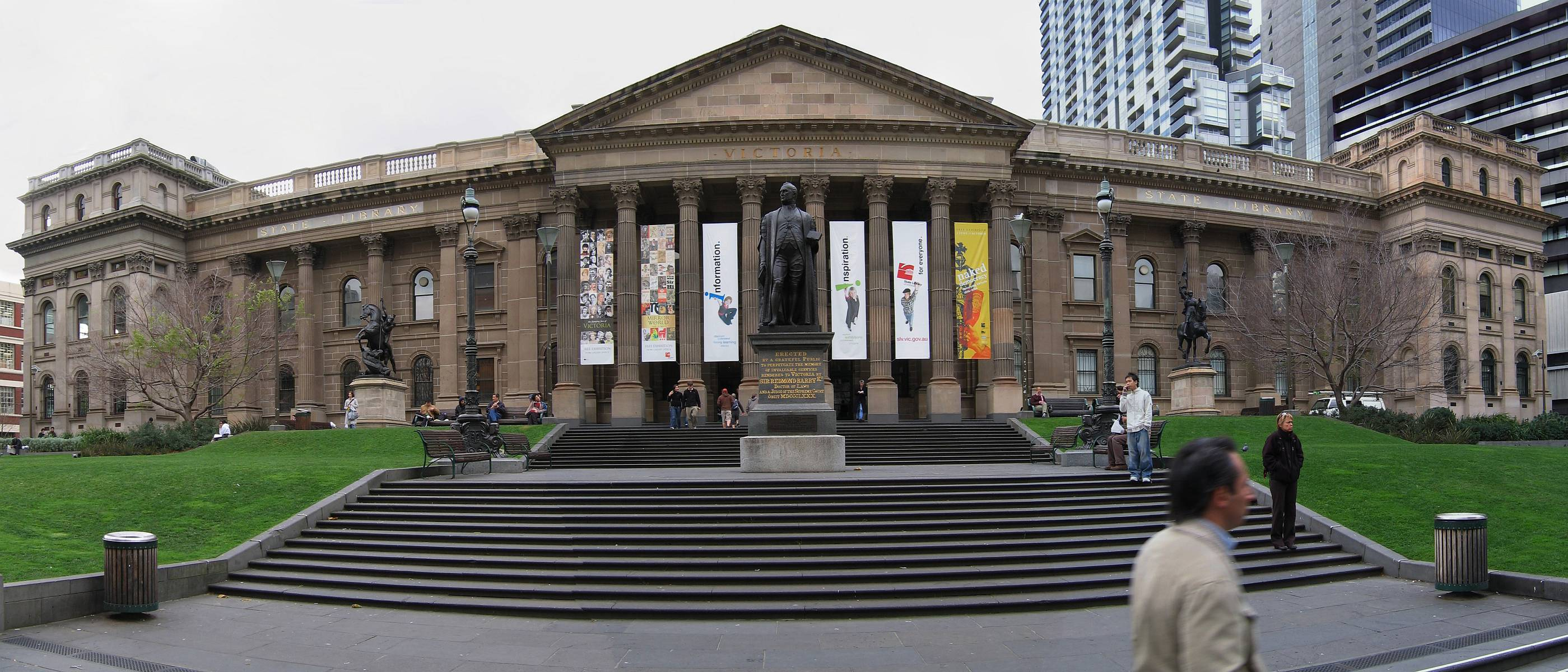
アカデミッククラシックスタイルのビクトリア州立図書館 （1870）
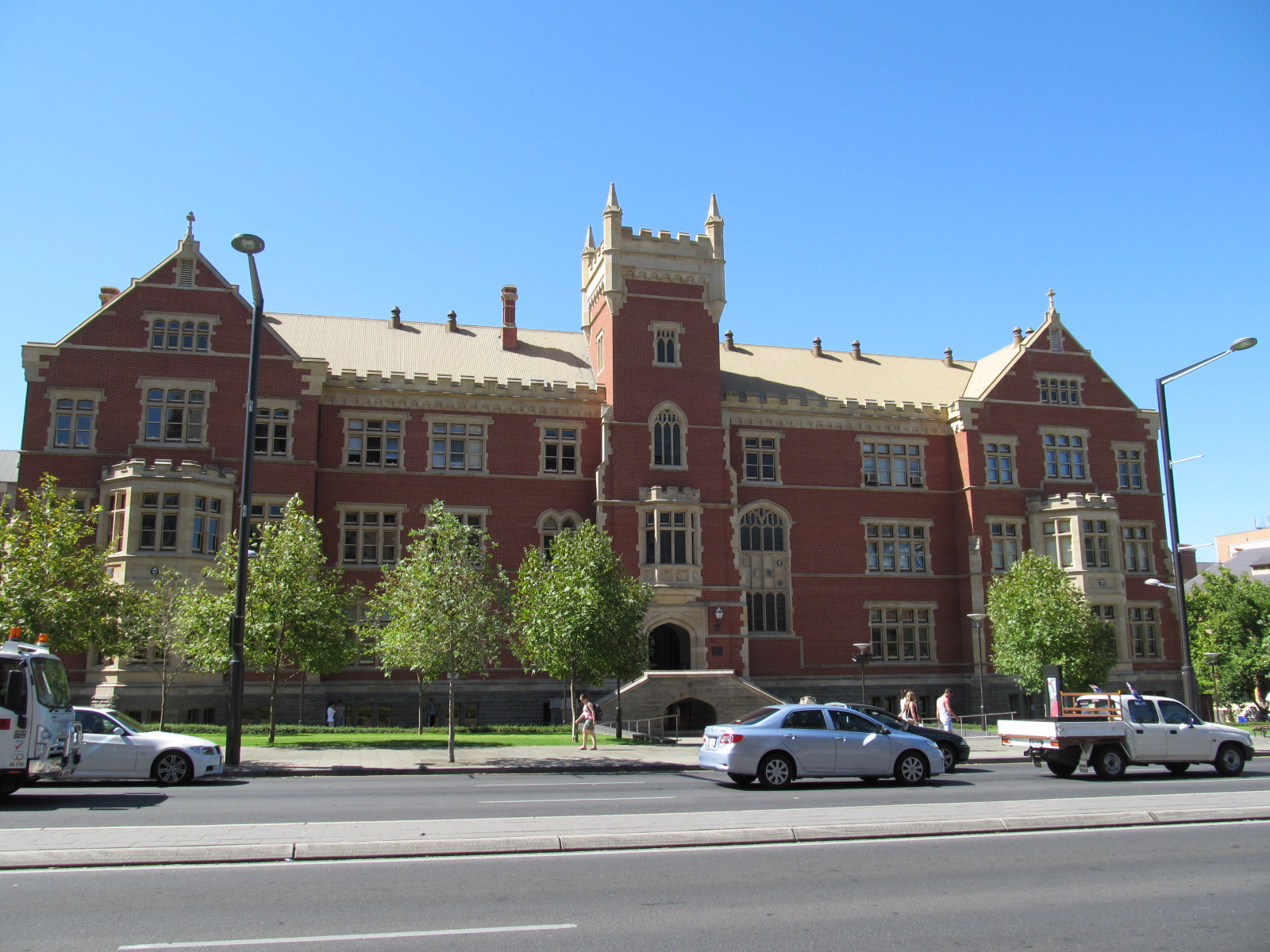
ビクトリア朝のチューダー様式のアデレード大学のノーステラス
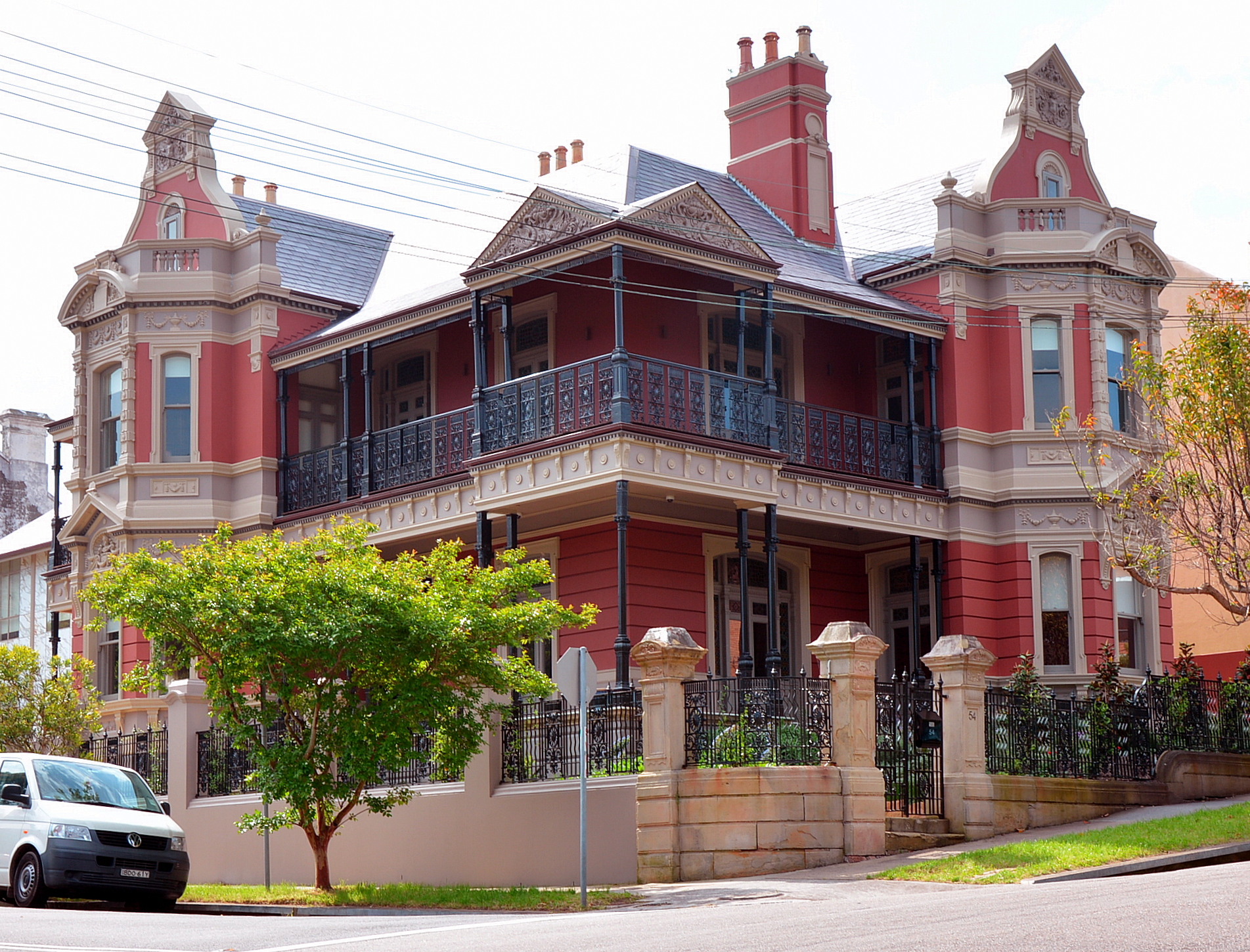
ニューサウスウェールズ州ランドウィックのイタリアン家
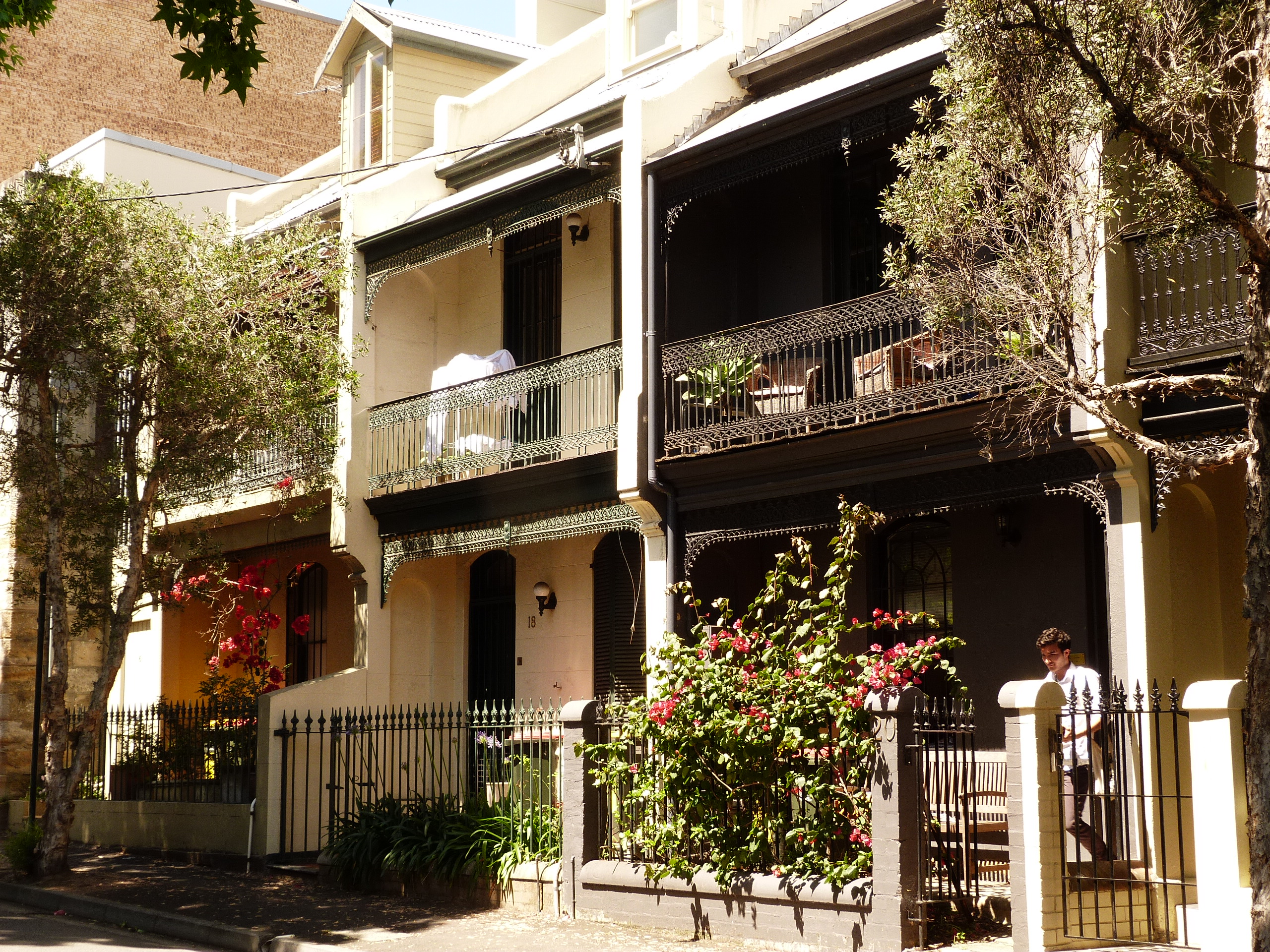
サリーヒルズの フィリグリースタイルのテラス。華麗な鉄細工の装飾が施されている
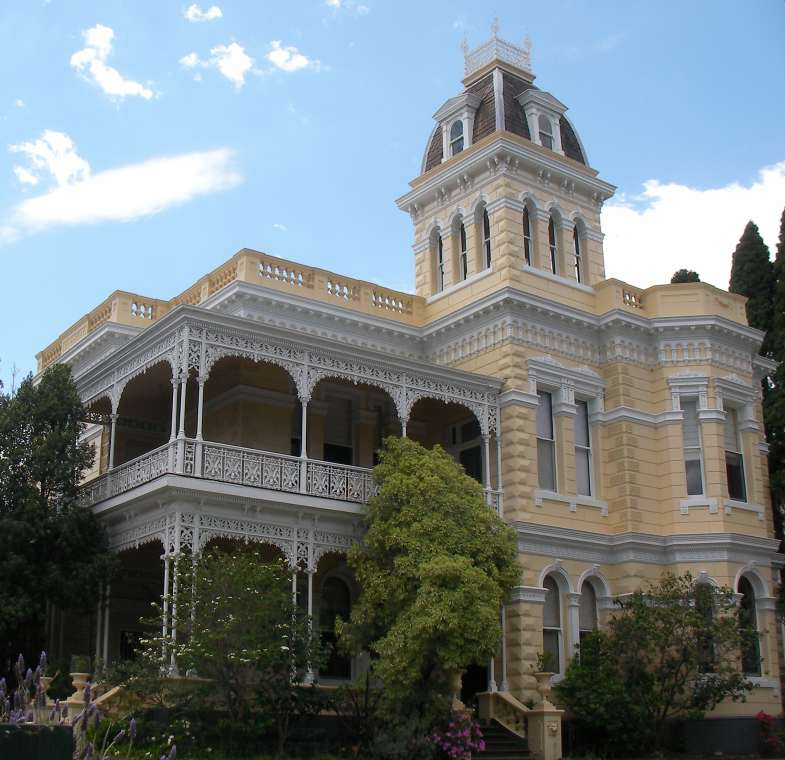
ビクトリア州サウスヤラにある第二帝国とフィリグリーの住居

### 香港
香港はイギリス統治時代、西洋建築の影響を強く受けた。 香港のヴィクトリアン様式の建築には次のようなものがある。

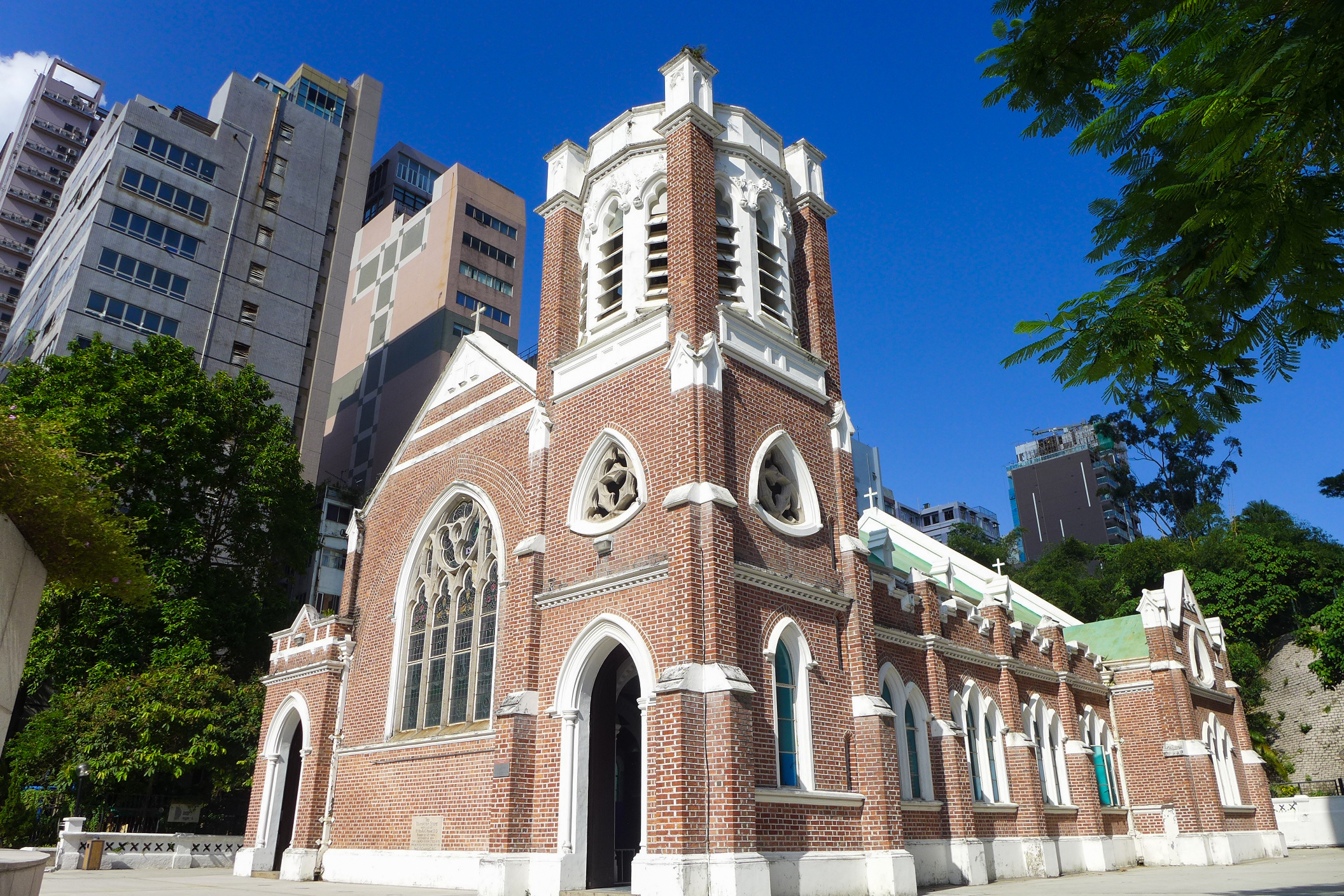
聖アンドリュー教会
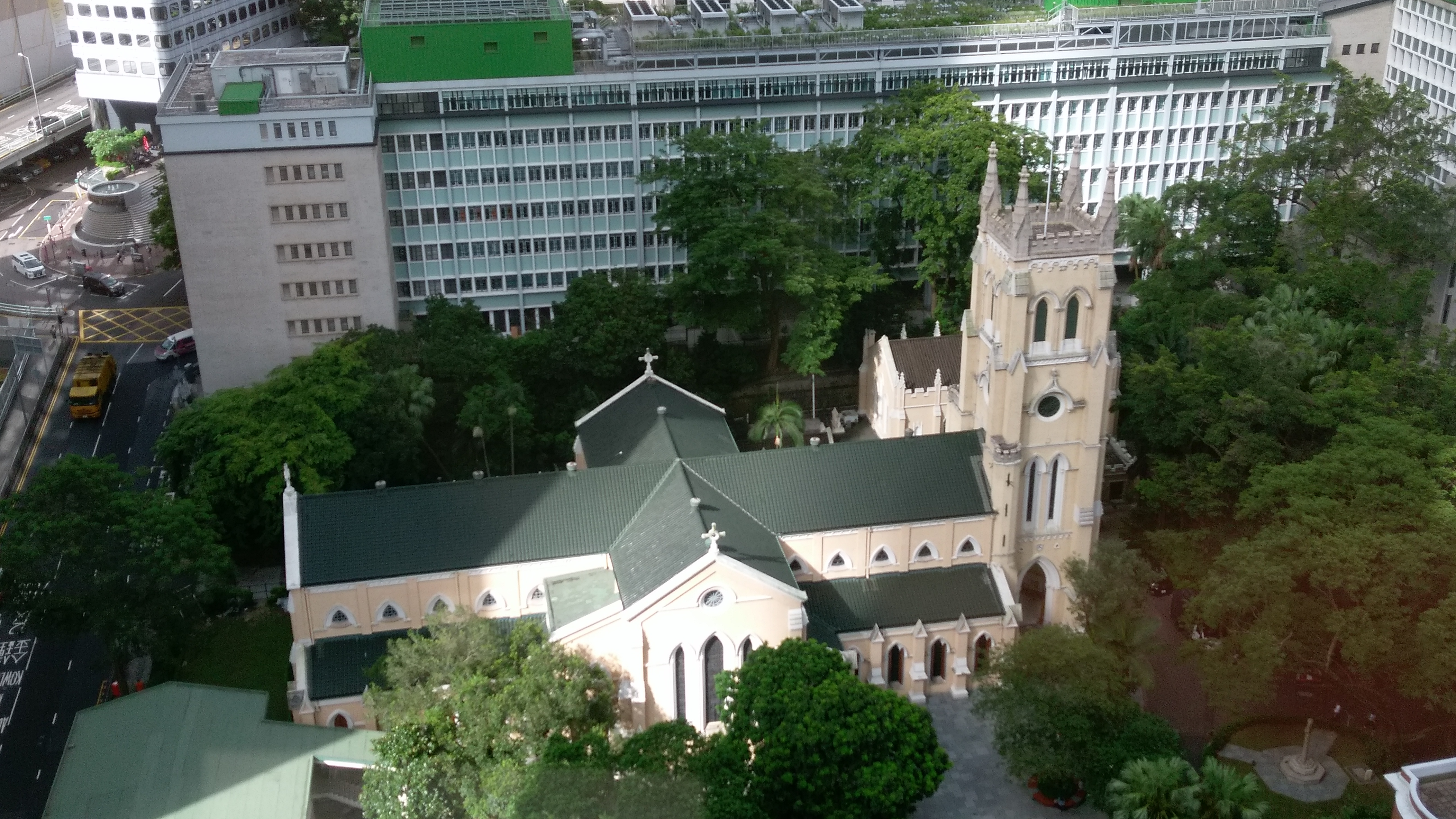
セントジョンズ大聖堂
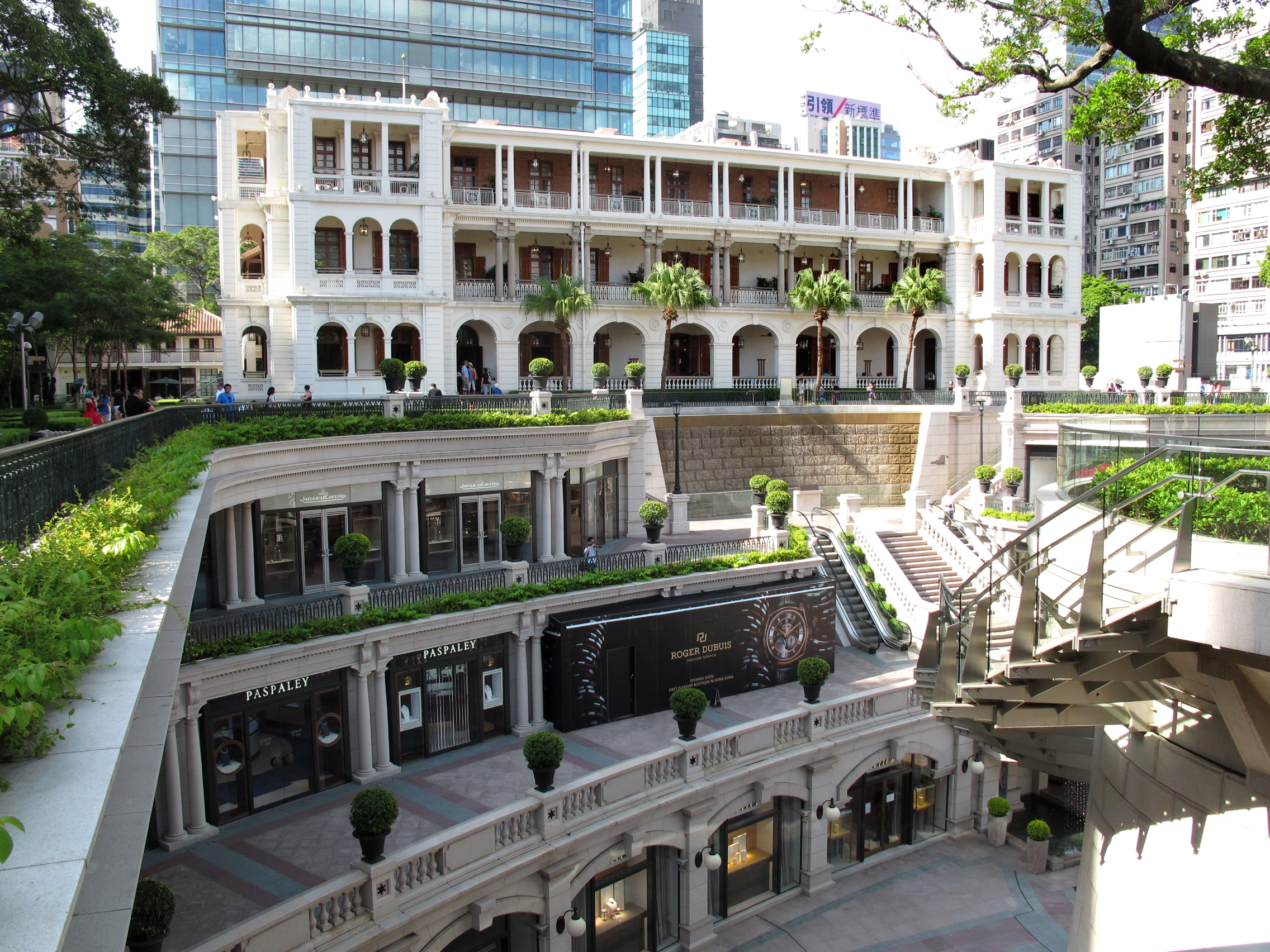
旧海軍警察本部 （現在はホテルとショッピングモールである「 1881ヘリテージ 」の正式名称）

### アイルランド
ヴィクトリアン建築はアイルランドにもあるが、ダブリン、リメリック、コークの都市で最も有名なジョージア様式の建築よりもはるかに少ない。 ダブリンのヴィクトリアン建築には、ジョージズストリートアーケードやバゴットストリートのダブリン王立病院などがある。 

### スリランカ
ブリティッシュセイロンのイギリス植民地時代、スリランカローカレッジ 、 スリランカ工科大学 、 ゴールフェイスホテル 、 ロイヤルカレッジメインビルディング。 

### 北米

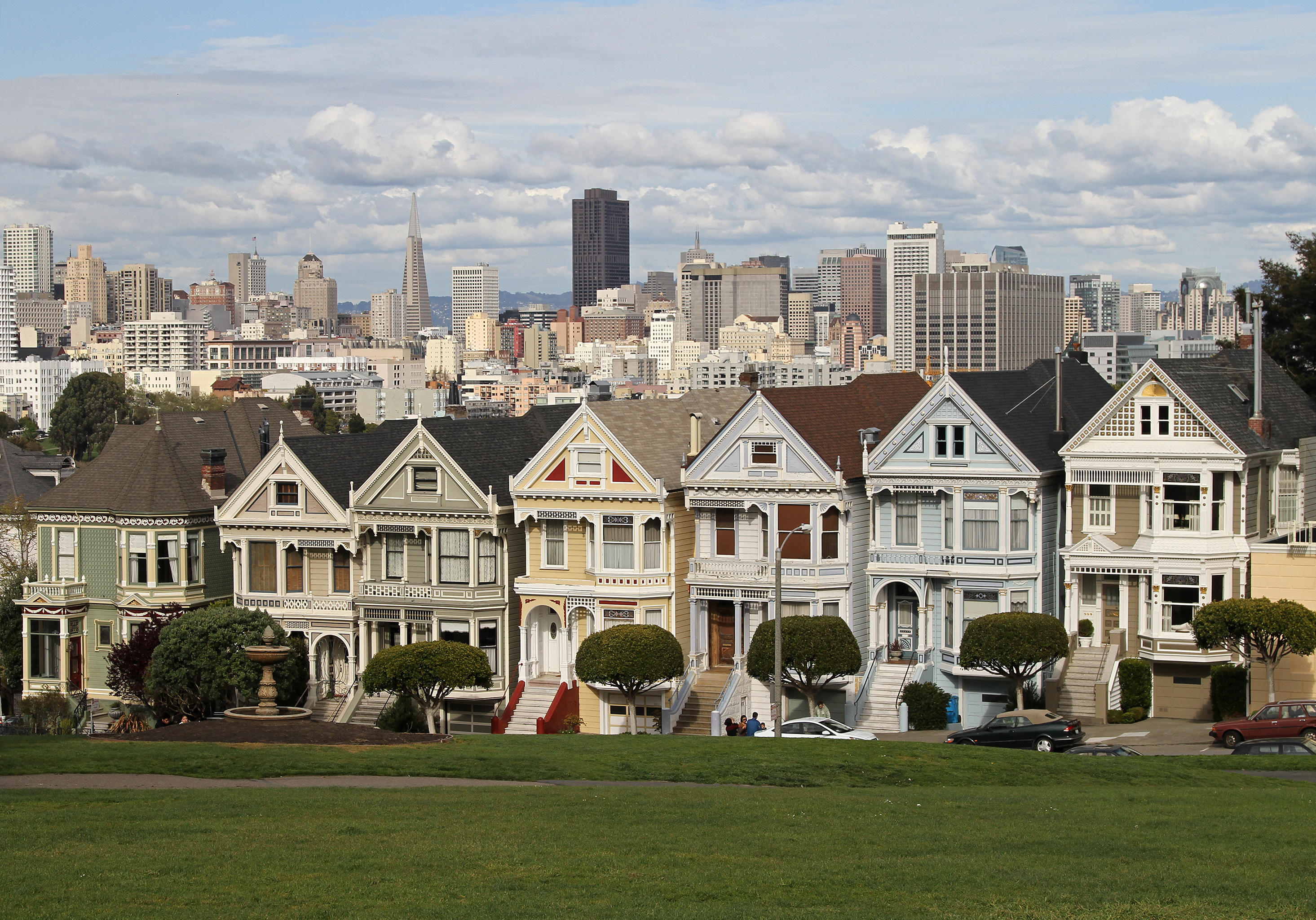
ペインテッドレディースは、カリフォルニア州サンフランシスコにあるビクトリア様式の建築の一例。

米国では、「ビクトリアン」の建築は一般的に1860年から1900年の間に最も人気があったスタイルを表す。 これらのスタイルのリストには、最も一般的には第二帝政期建築 （1855–85）、 スティックイーストレイク （1860–ca。1890）、 フォークビクトリア朝 （1870-1910）、 クイーンアン （1880–1910）、 リチャードソンロマネスク （1880–1900）、シングル （1880〜1900）が含まれる。。 イギリスと同様に、ゴシックリバイバルやイタリアンの例はこの時期にも作られ続けたため、ビクトリア朝と呼ばれることもある。一部の歴史家は、ゴシックリバイバルの後期をハイビクトリアンゴシックと呼ばれる独特のビクトリア朝様式と分類している。 Stick-Eastlakeは、スティックとアン女王から派生した幾何学的な機械カットの装飾方法で、独特のスタイルと見なされることがある。 一方、「 Painted Ladies 」や「 gingerbread 」などの用語は、特定のビクトリア朝の建物を表すために使用される場合があるが、特定のスタイルを構成するものではありません。 建築様式の名前（およびそれらの改作）は国によって異なる。多くの家はいくつかの異なるスタイルの要素を組み合わせており、特定のスタイルと別のスタイルとして簡単に区別できない。 

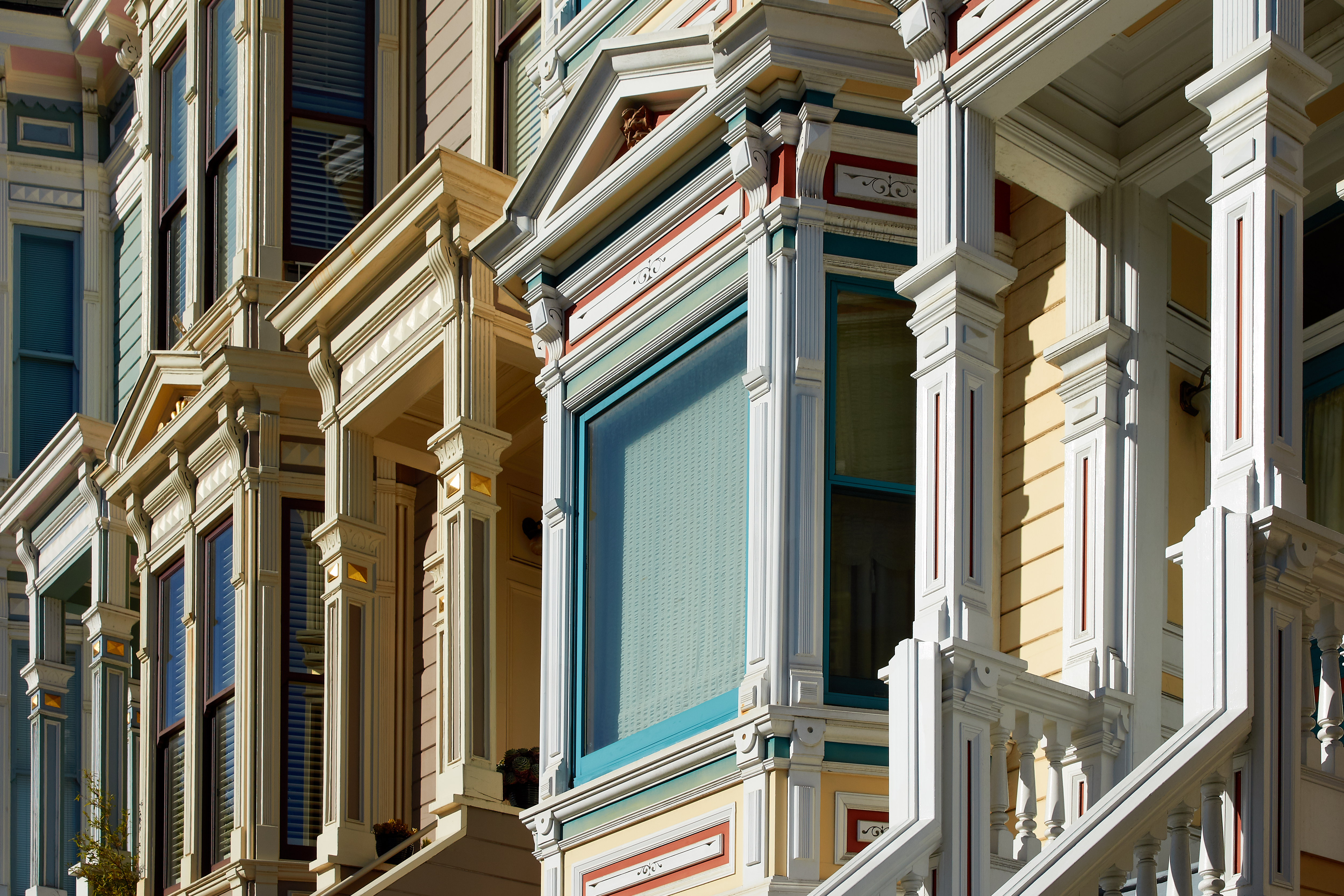
サンフランシスコの16番街にあるビクトリアンのファサード

アメリカ合衆国では、この時代に大きく発展または再建された注目すべき都市には、 アラメダ 、 アストリア 、 アルバニー 、 ディール 、 トロイ 、 フィラデルフィア 、 ボストン 、 ブルックリンハイツ 、ニューヨーク市のビクトリア朝のフラットブッシュセクション、 バッファロー 、 ロチェスター 、 シカゴ、コロンバス 、 デトロイト 、 ユーレカ 、 ガリーナ 、 ガルベストン 、 グランドラピッズ 、 ボルチモア 、 ジャージーシティ / ホーボーケン 、 ケープメイ 、 ルイビル 、 シンシナティ 、 アトランタ 、 ミルウォーキー 、 ニューオーリンズ 、 ピッツバーグ 、 リッチモンド 、 セントポール 、 ミッドタウンにあるサクラメント 、 アンジェリーノハイツとウェストレイク ロサンゼルスなどがある。サンフランシスコは、ビクトリアンの建築物で広く知られている。特に、ヘイトアシュベリー 、 ローワーヘイト 、 アラモスクエア 、 ノエバレー 、 カストロ 、 ノブヒル 、 パシフィックハイツ周辺地域でよく知られている。 

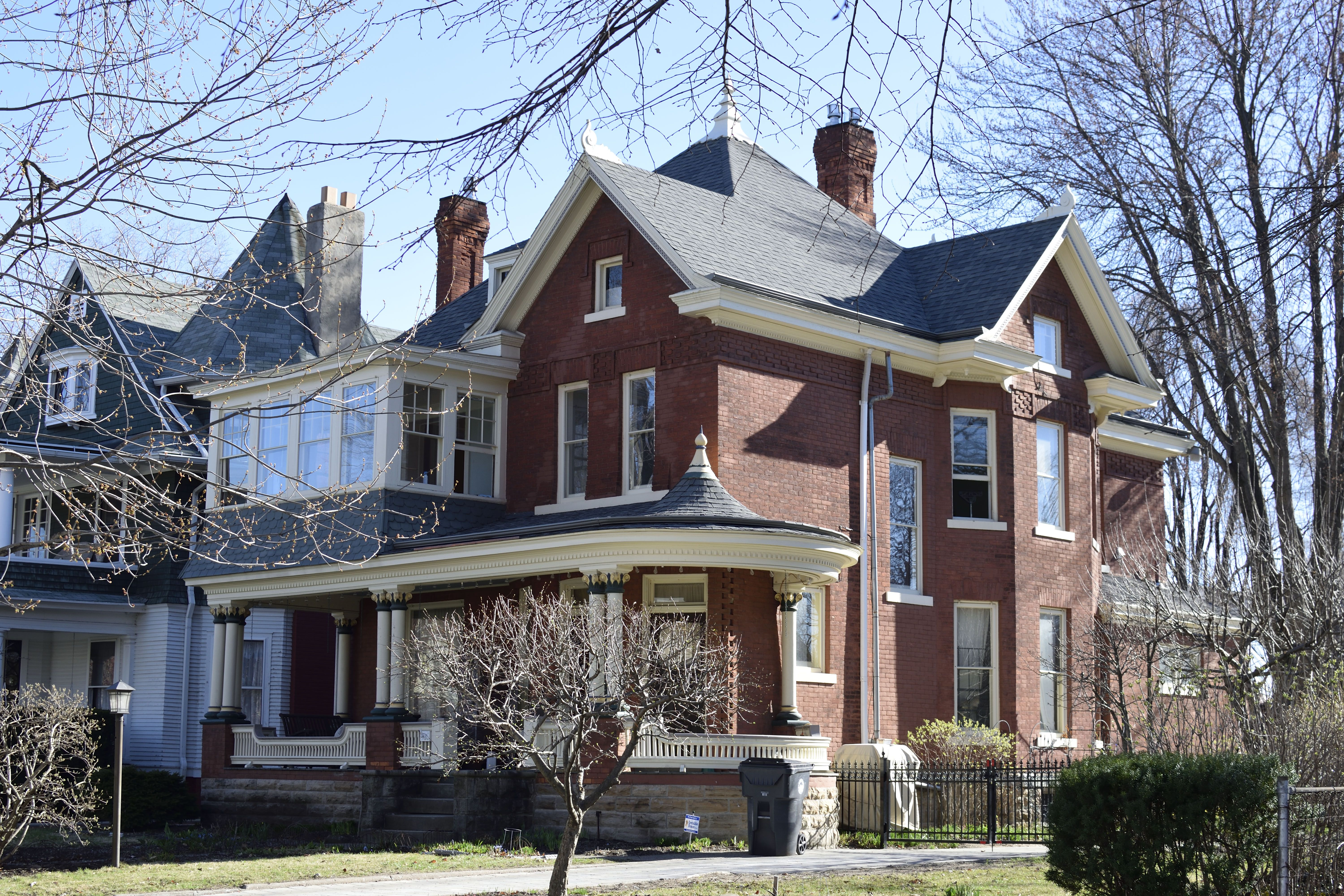
多数の保存状態の良いビクトリア朝の建築物がある歴史地区、 オールドウェストエンド地区（オハイオ州トレド）の住宅建築の例

どれかが「現存する最大の例」であるかについては、多くの資格とともに議論されている。 オンタリオ州トロントの蒸留所地区には、北米で最大かつ最も保存状態の良いビクトリア朝時代の産業建築のコレクションがある。    キャベッジタウンは、北米で最大かつ最も連続的なビクトリア朝の住宅街である。   トロントのビクトリア朝地区には、別館 、 パークデール 、 ローズデールなどがある。 米国では、ボストンのサウスエンドは、 国家歴史登録財によって、 国内で最も古く最大のビクトリア朝地区として認められている。   ケンタッキー州ルイビルの オールドルイビルも、全米最大のビクトリア朝地区であると主張している。   バージニア州リッチモンドにはビクトリア様式の大きな地区がいくつかあり、最も有名なのはザファンである。 ファン地区は、リッチモンドの最大かつ最も「ヨーロッパの」地区として地元で最もよく知られていて、米国で最大の隣接するビクトリア朝地区として全国的に知られている。  オハイオ州トレドのオールドウェストエンド地区は、 ミシシッピ川の東にある、アメリカ合衆国で後期ビクトリア朝とエドワード朝の家の最大のコレクションとして認識されている。  ミネソタ州セントポールの サミットアベニューには、国内で最も長いビクトリア様式の住宅がある。 オハイオ州シンシナティの オーバーザラインは、初期のビクトリア朝のイタリアン建築のコレクションが最大であり   、19世紀の無傷の都市地区の例である。 
 

1886年に出版されたアルバートレヴィの写真アルバム「 L'Architecture Americaine」は、北米で建築された新しい勢力をヨーロッパで初めて認めたものであろう。 

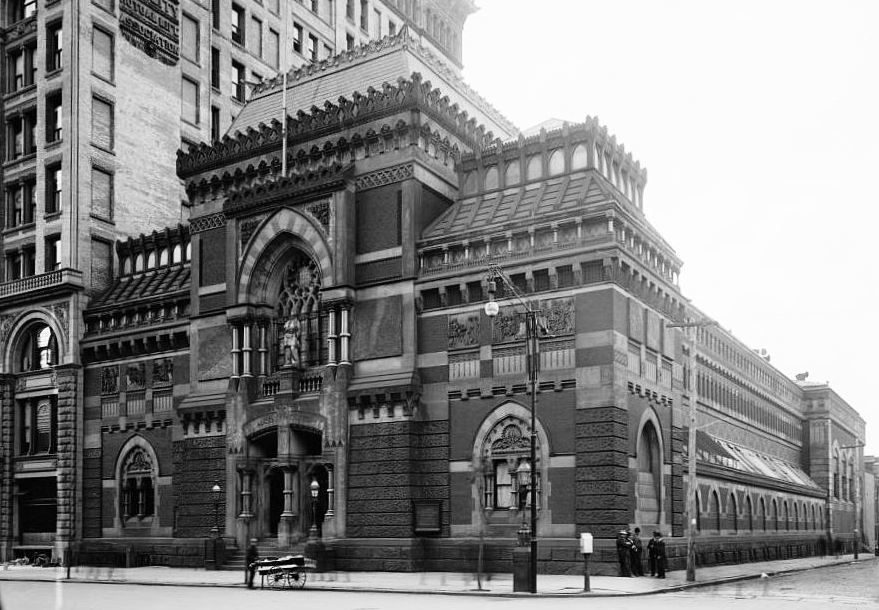
ペンシルバニア美術アカデミー 、フィラデルフィア、 フランクファーネス
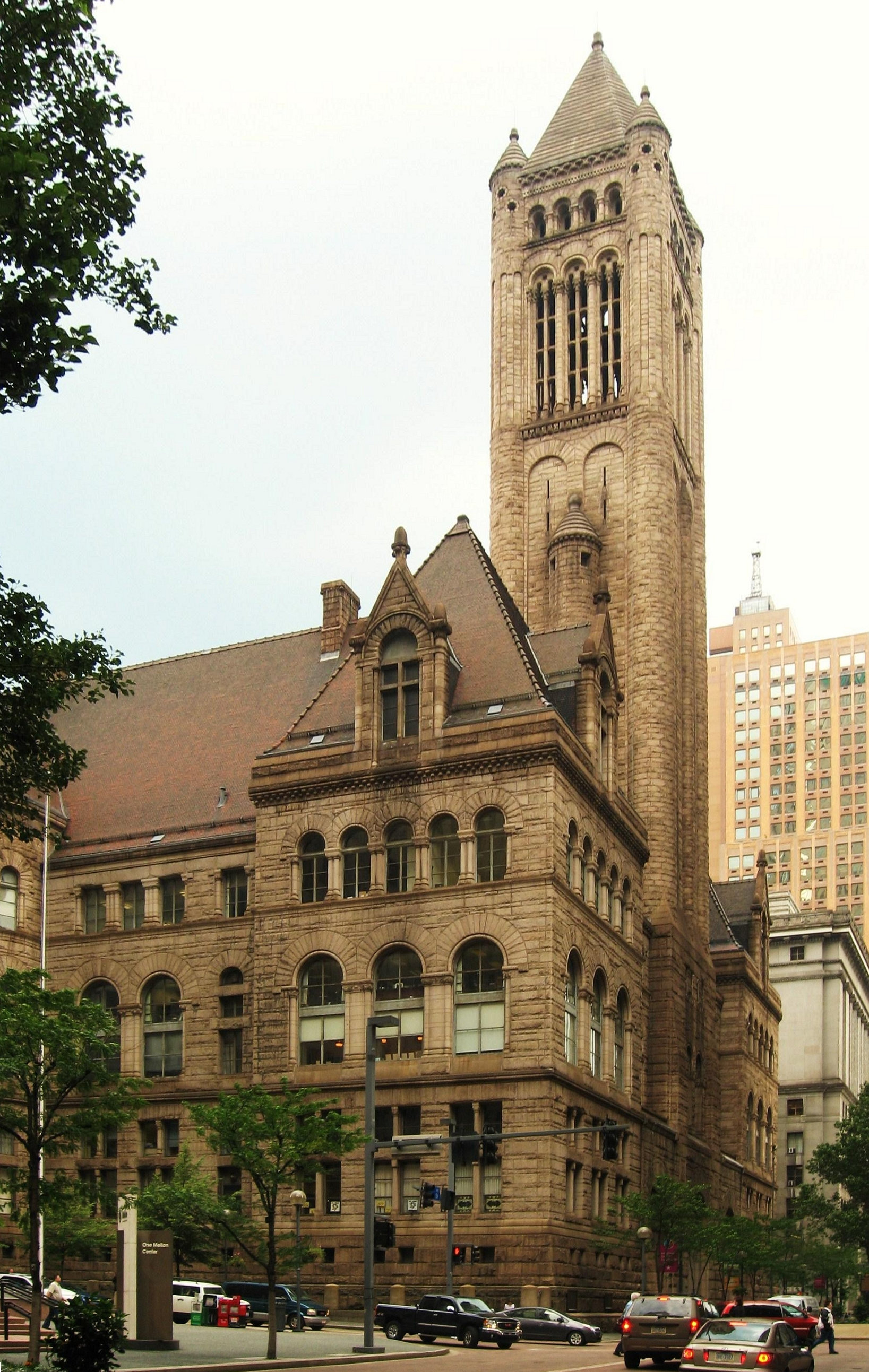
アレゲニー郡庁舎 、ペンシルベニア州ピッツバーグ、 ヘンリーホブソンリチャードソン
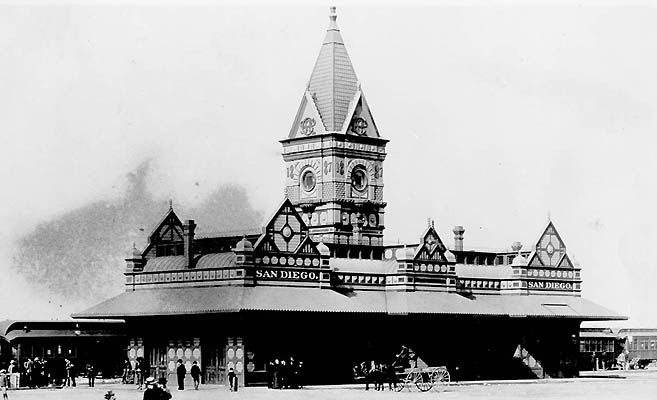
1887年に建設されたカリフォルニアサザンレイルロードのサンディエゴ旅客ターミナル
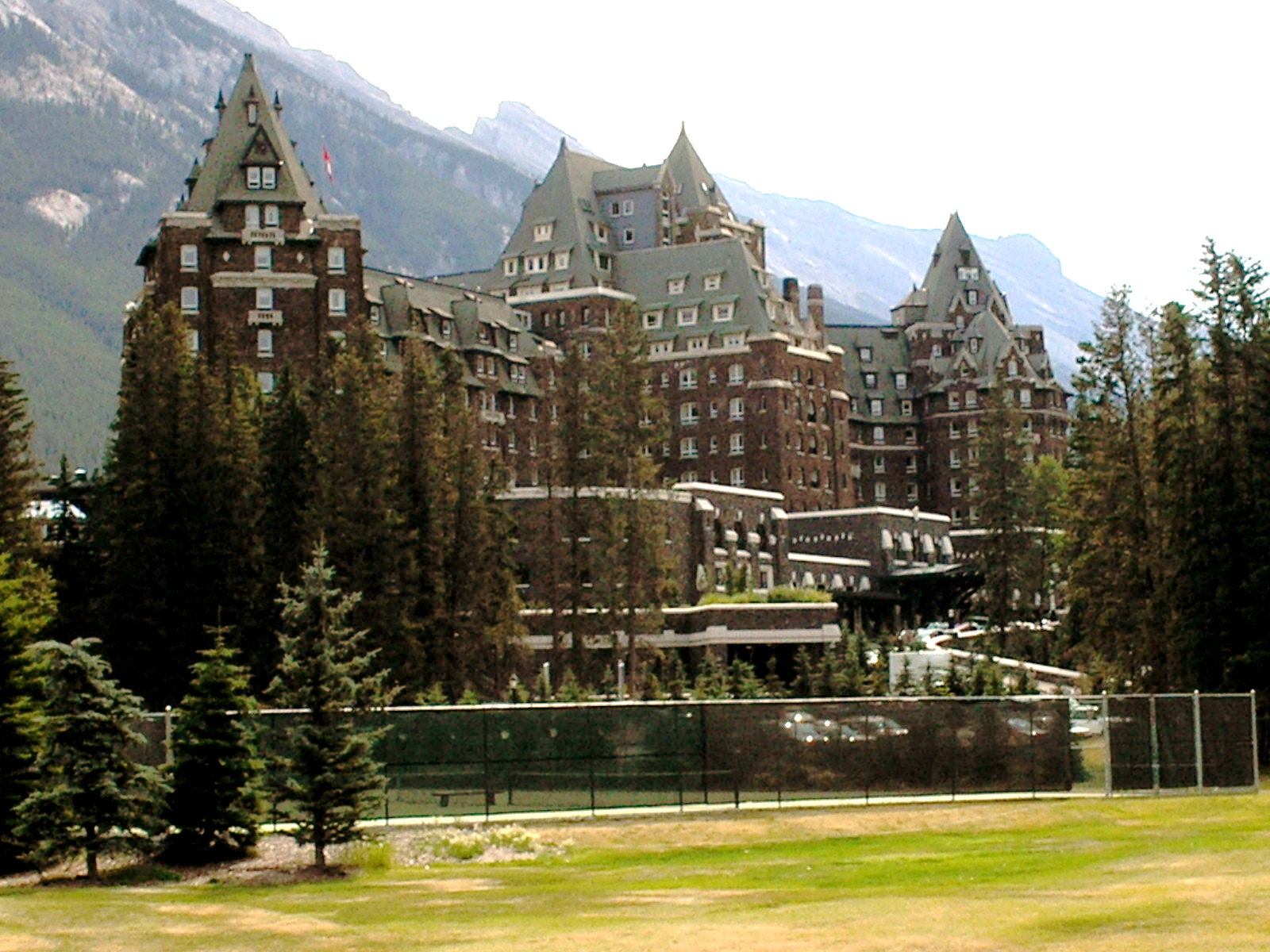
1888年に建てられたアルバータ州バンフ国立公園の バンフスプリングスホテル
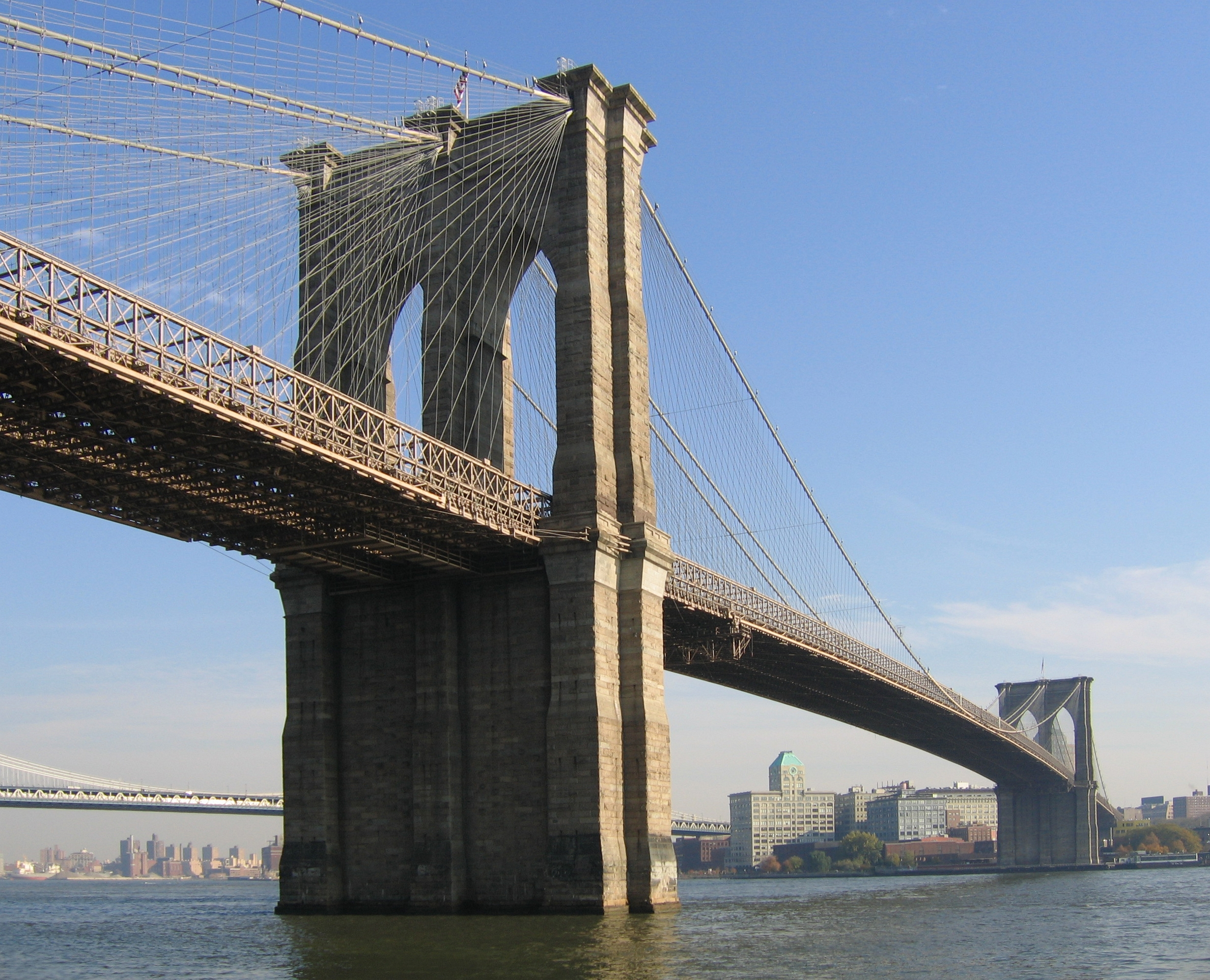
ブルックリン橋 、1883年、ニューヨーク市
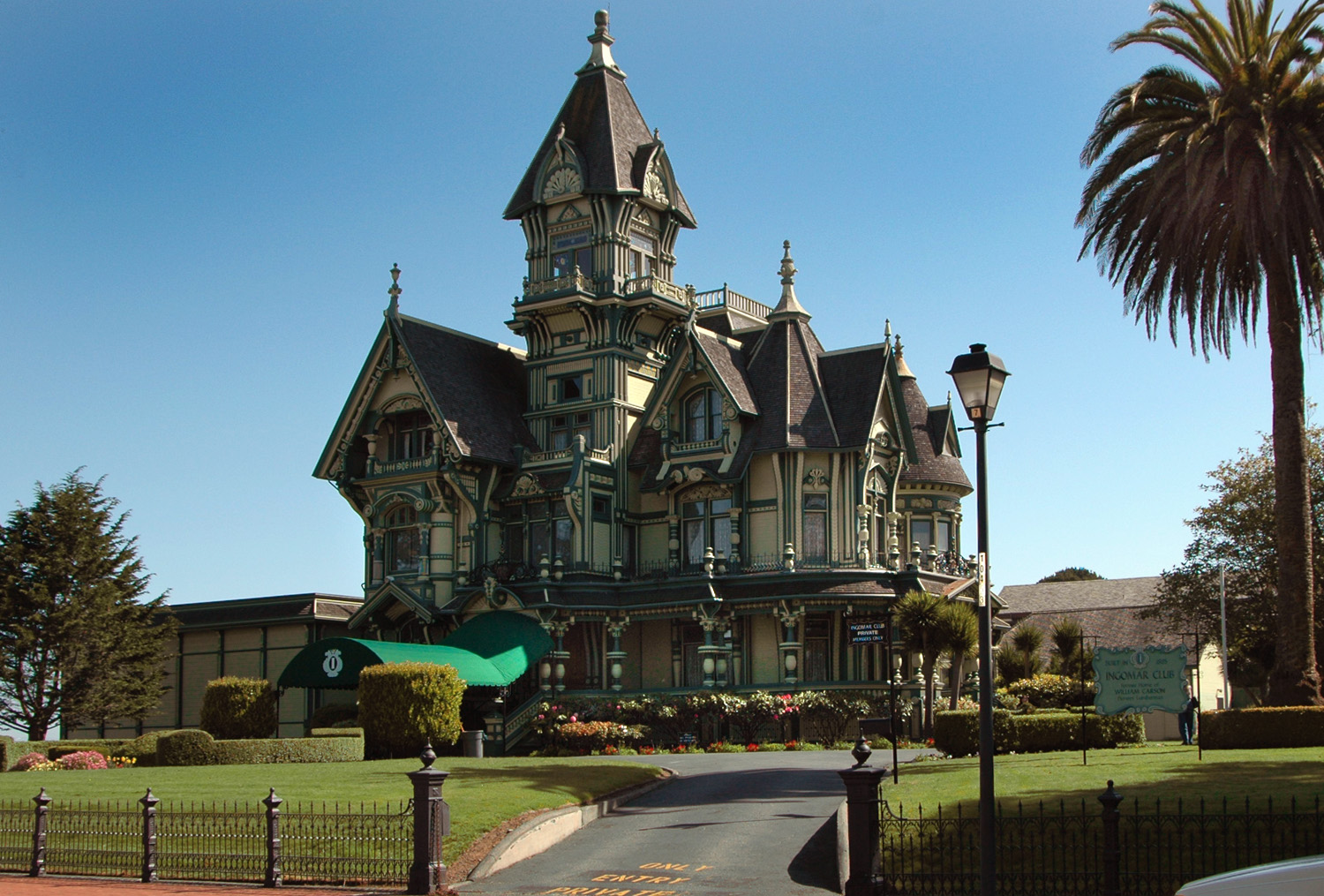
カリフォルニア州ユーレカにある カーソン邸は、1884年から86年にかけて、 アン女王様式の最高の実例の1つと広く見なされていた。
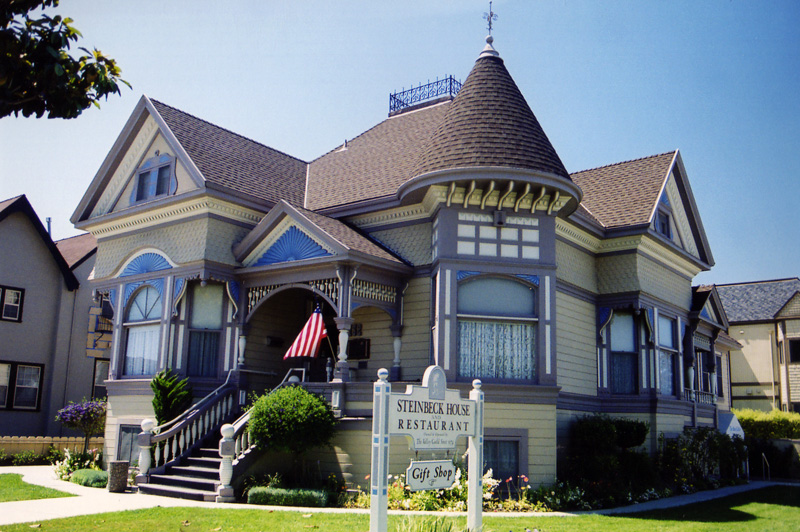
ジョンスタインベックの幼少期の家、カリフォルニア州サリナス
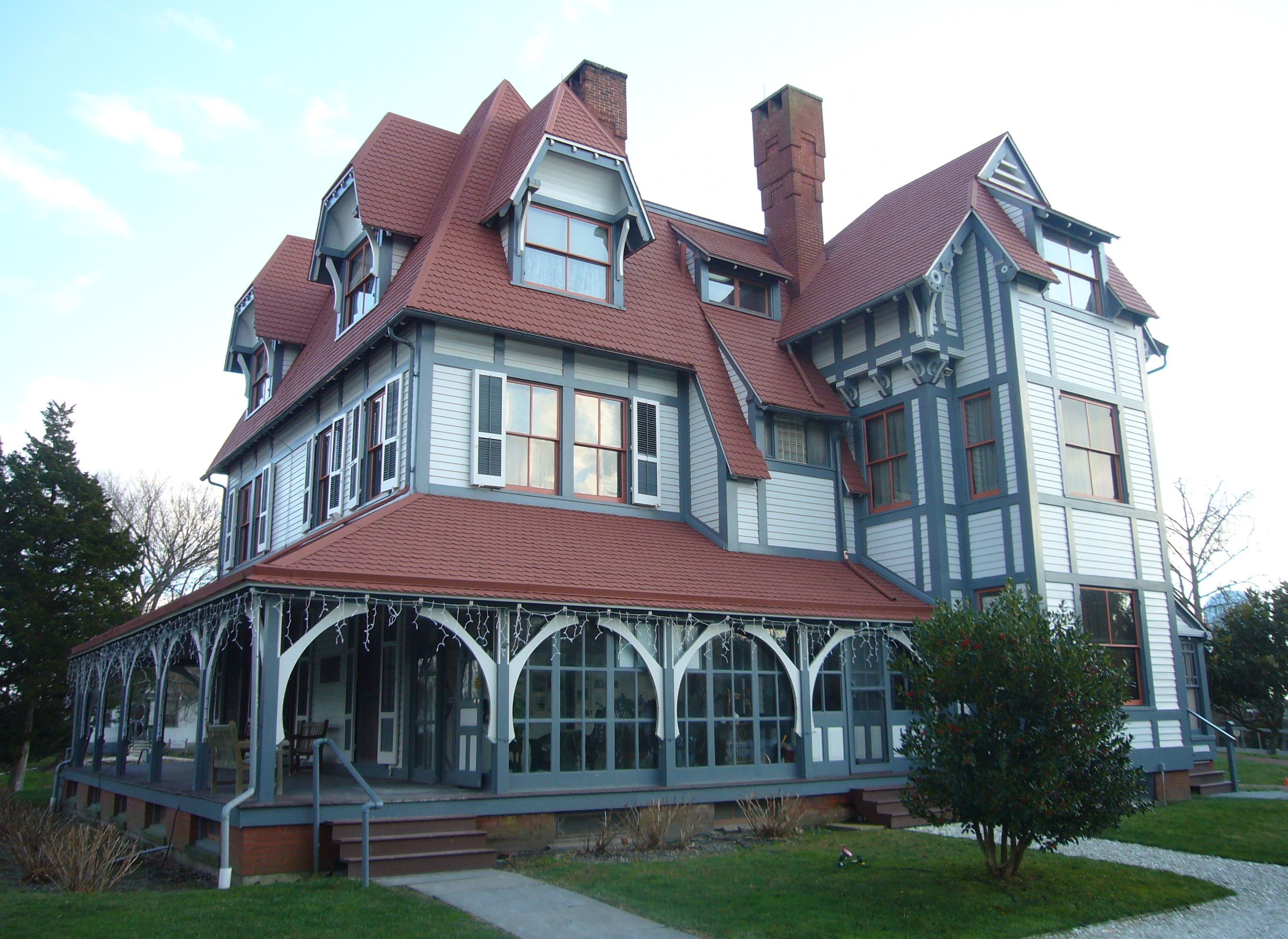
フランクファーネスによるニュージャージー州ケープメイ歴史地区の エムレンフィジックエステート
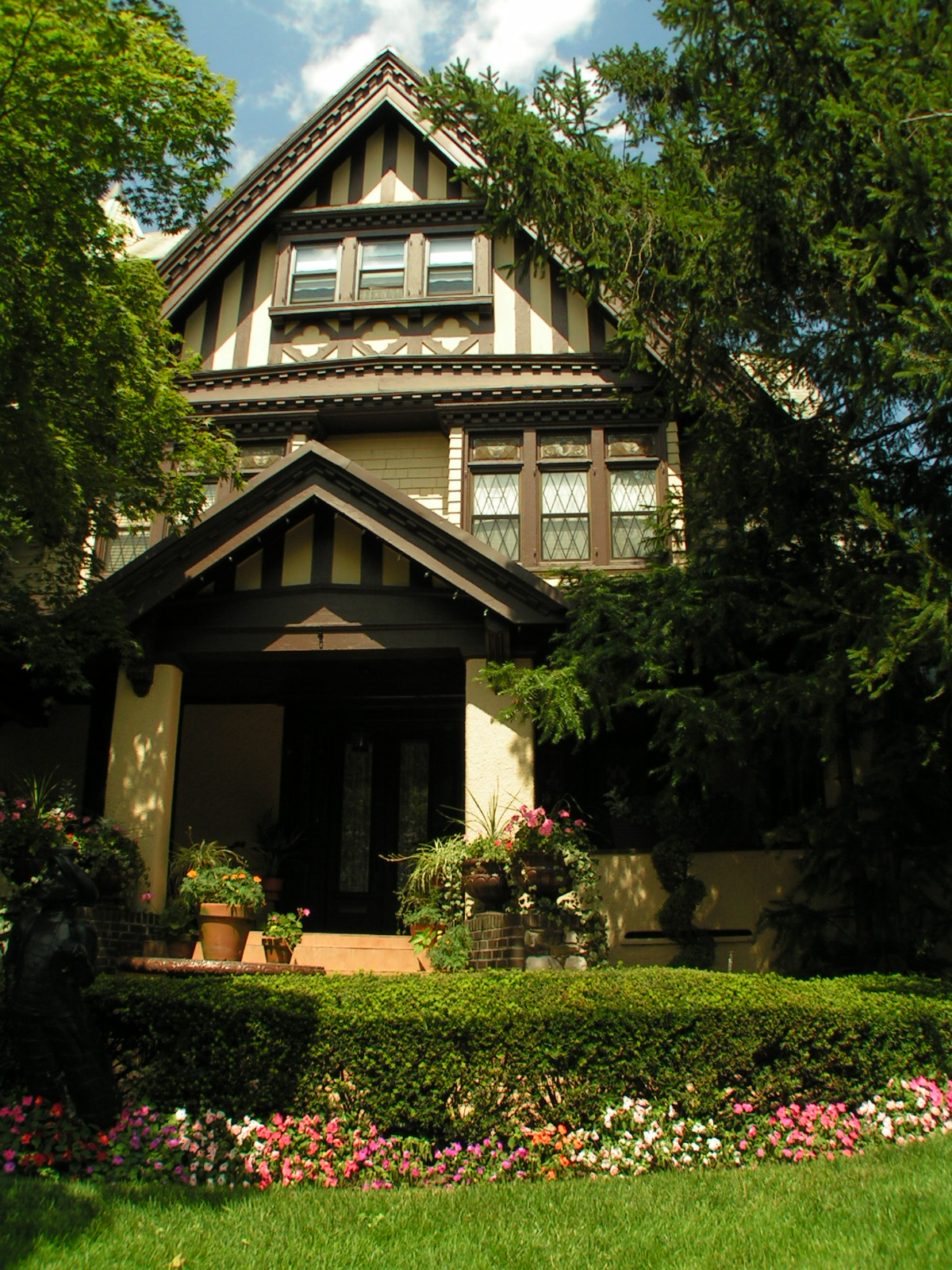
Saittaハウス 、 Dykerハイツ 、 ブルックリンに建てられ、ニューヨーク、 1899年はに設計されたクイーンアンスタイル
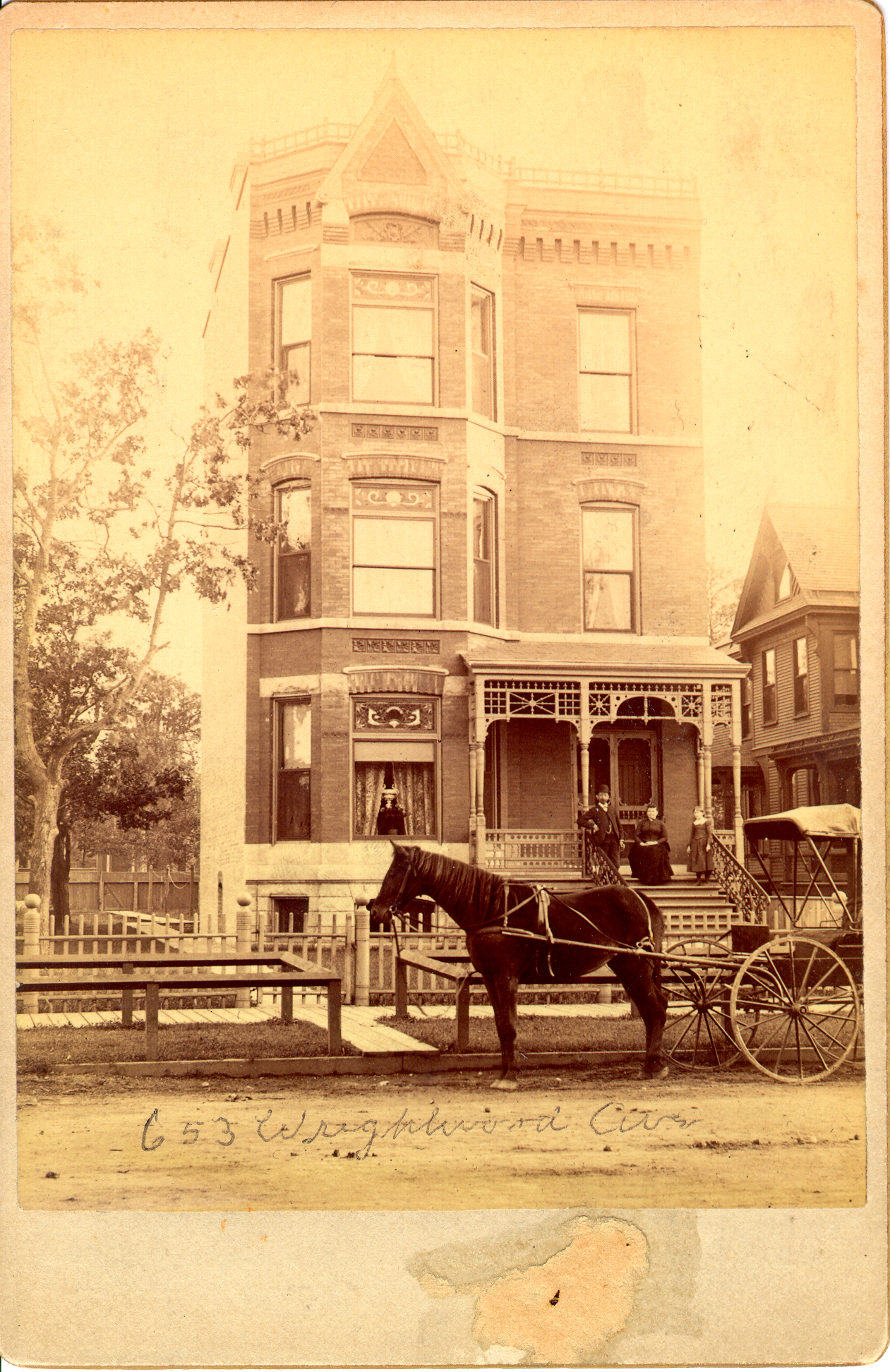
1880年代、イリノイ州シカゴの リンカーンパーク周辺にある653 Wライトウッド（現在は655 Wライトウッド）の写真
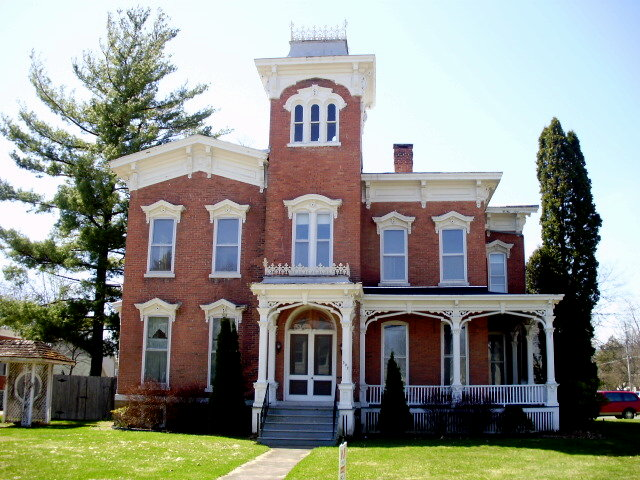
ニューヨーク州オナイダにある イタリアンスタイルのファーナムマンション 。 1862年頃に建てられた
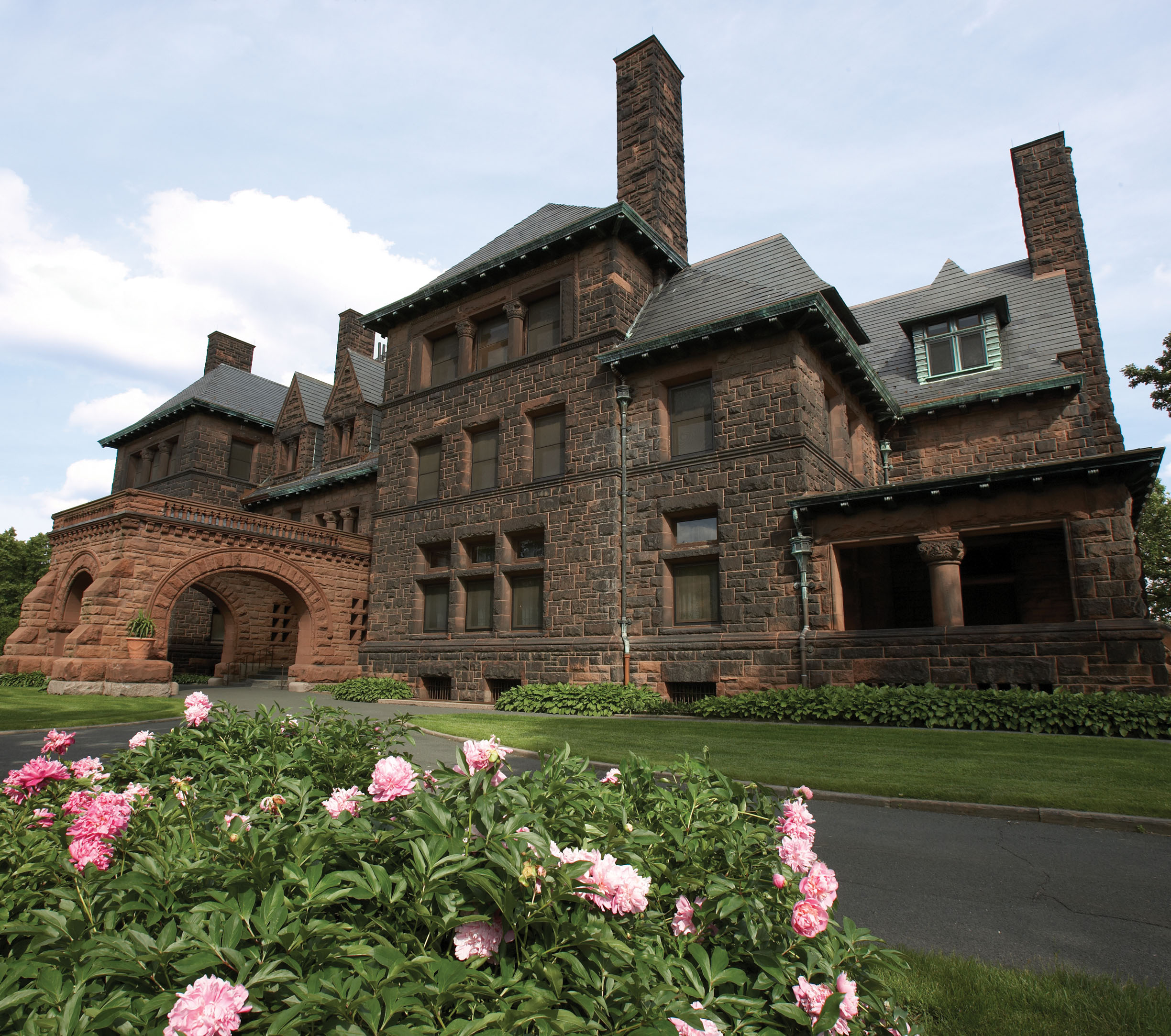
1891年に建てられたミネソタ州セントポールの ジェームズJ.ヒルハウス
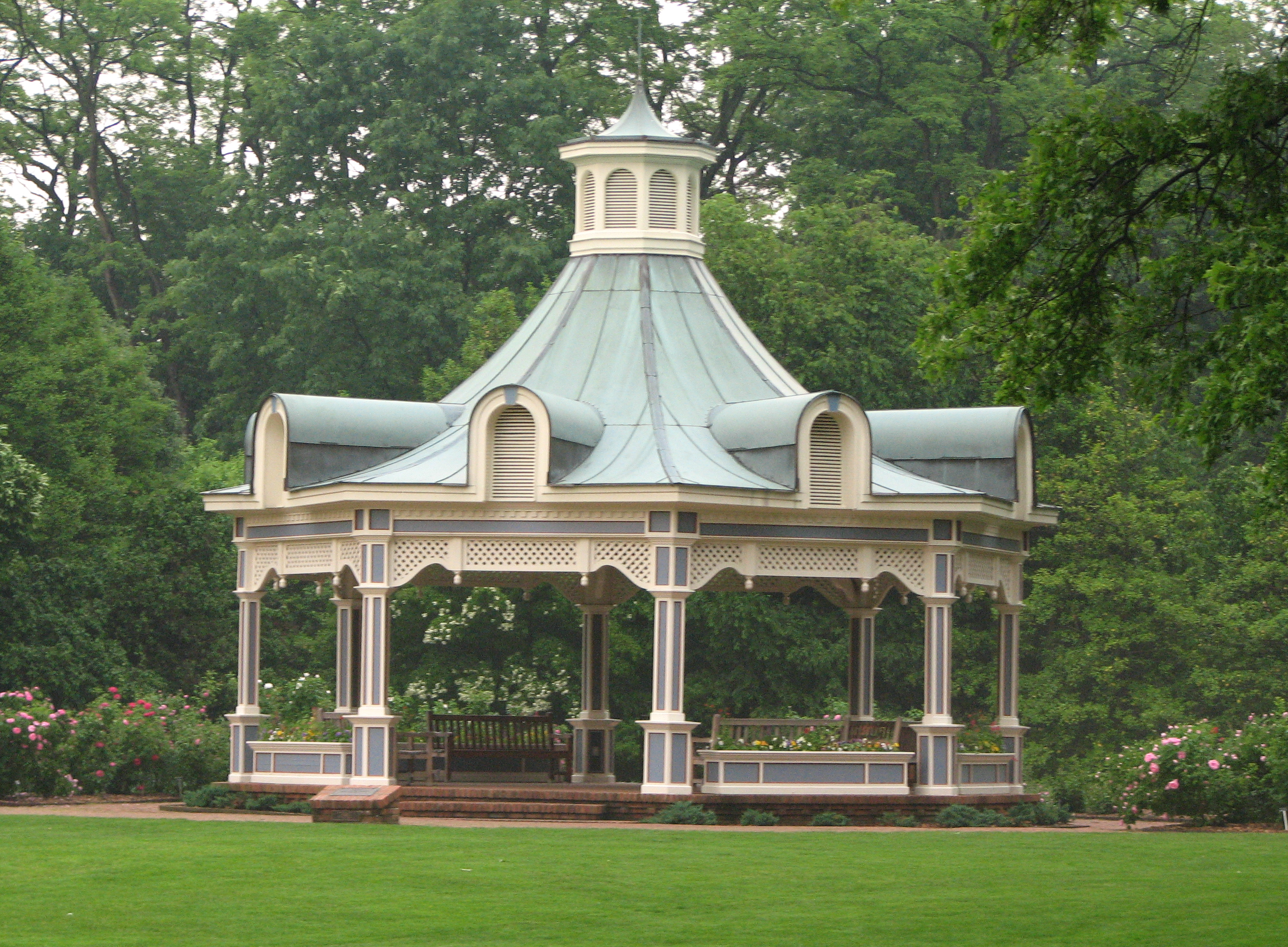
オハイオ州のビクトリア朝の望楼
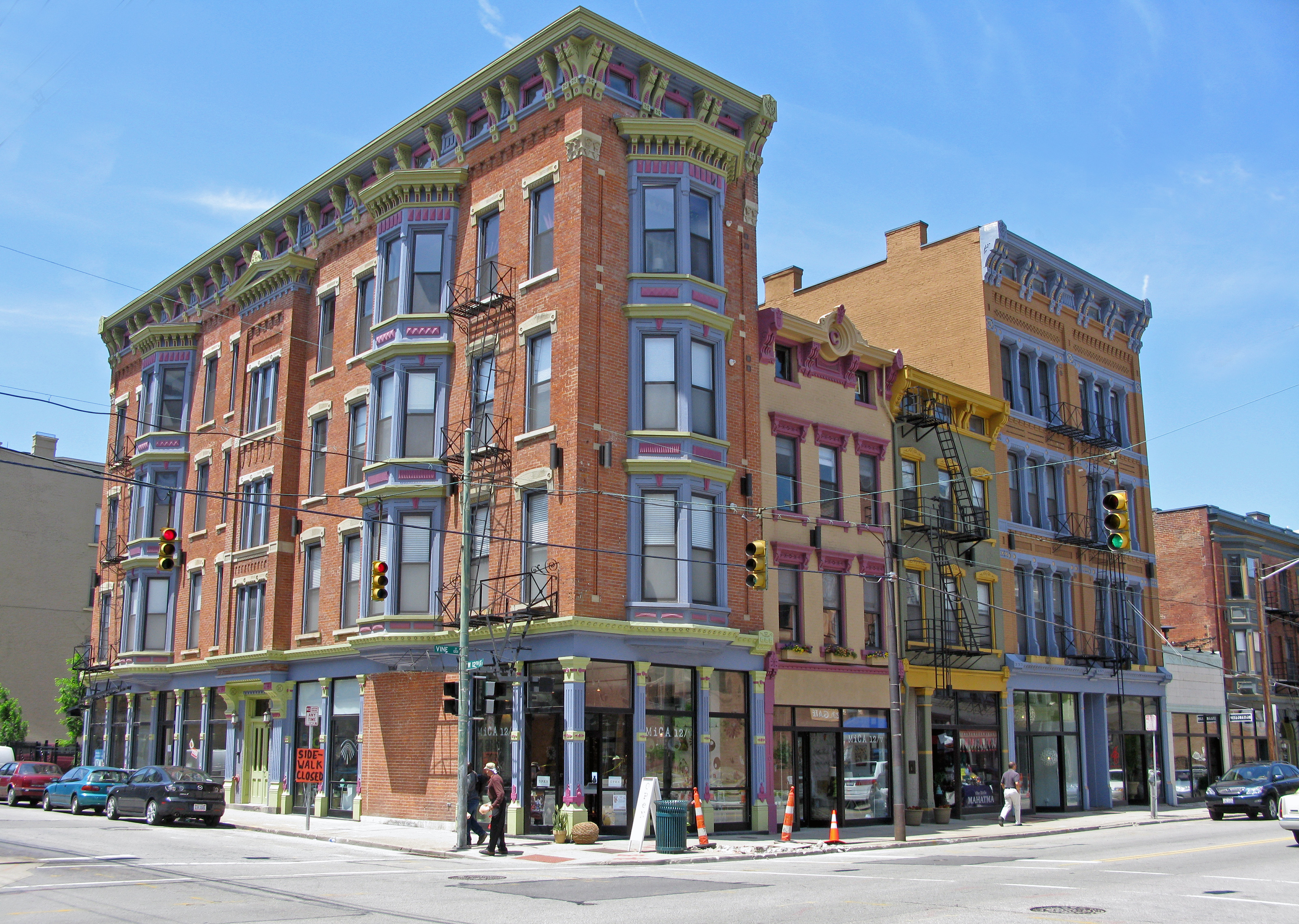
オハイオ州シンシナティの オーバーザラインのイタリアン テネメントシリーズ
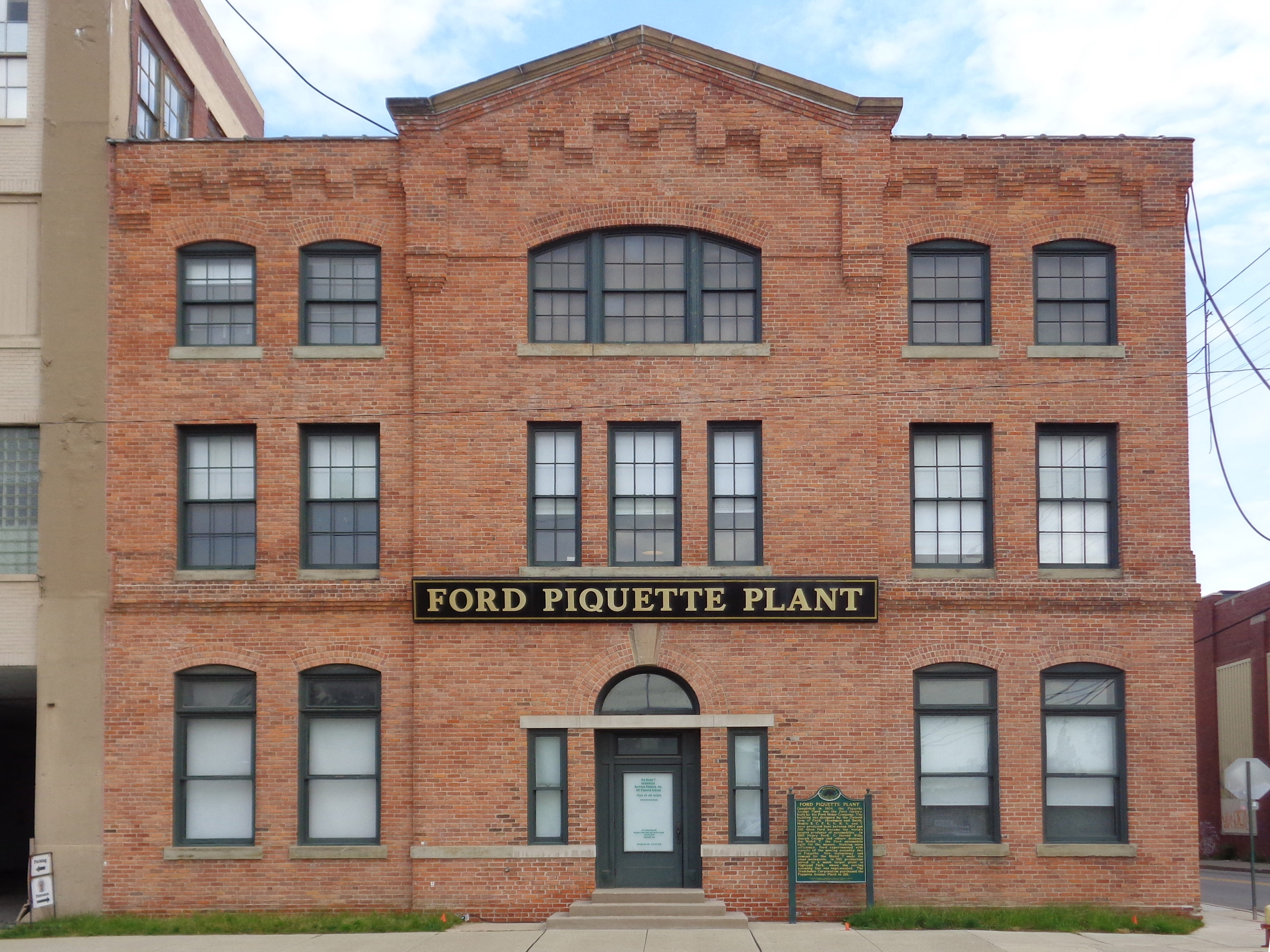
フォードピケットアベニュープラント 、 ミシガン州 デトロイト 、1904年に建設
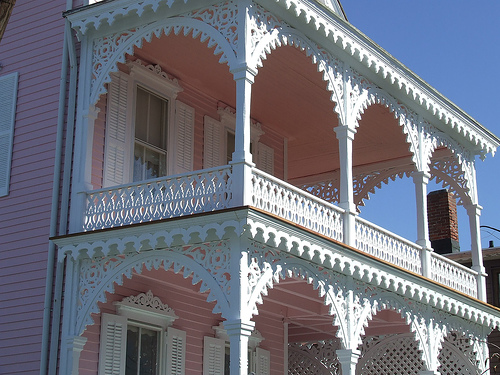
ニュージャージー州ケープメイの 1882年築の家のジンジャーブレッドトリム

## 保存
ヴィクトリアン様式のランドマークを保存するための取り組みは継続しており、多くの場合、 ヴィクトリアン協会が主導している。 このグループが最近取り掛かったキャンペーンは、公益事業会社が現在廃止されている200近くの構造物を破壊する計画を発表した後のヴィクトリアン様式のガスタンクの保存である。 

## リファレンスとソース

### 引用
1. 1 2  渡辺優『図解インテリア・ワードブック』建築資料研究社、1996年、89頁。
2. ↑  戸谷英世・竹山清明『建築物・様式ビジュアルハンドブック』株式会社エクスナレッジ、2009年、154頁。
3. ↑  Blank, Alan; McEvoy, Michael; Plank, Roger (1993). Architecture and Construction in Steel. Taylor & Francis. ISBN 0-419-17660-8
4. ↑  “Old Windows”. howoldismyhouse.co.uk. 2016年5月22日時点のオリジナルよりアーカイブ。2020年9月19日閲覧。
5. ↑  Apperly, Irving & Reynolds 1994, pp. 40–97.
6. ↑  Apperly, Irving & Reynolds 1994, pp. 132–143.
7. ↑  “South End Realty Community”. 2011年7月16日時点のオリジナルよりアーカイブ。2017年12月5日閲覧。
8. ↑  “South End Historical Society”. South End Historical Society. 2007年4月24日閲覧。
9. ↑  “Louisville Facts & Firsts”.   LouisvilleKy.gov. 2014年10月6日時点のオリジナルよりアーカイブ。2009年12月14日閲覧。
10. ↑  “What is Old Louisville?”.   Old Louisville Guide. 2009年11月27日時点のオリジナルよりアーカイブ。2009年12月14日閲覧。
11. ↑  “The Fan District - Great Public Spaces- Project for Public Spaces (PPS)”. 2008年12月1日時点のオリジナルよりアーカイブ。2016年1月14日閲覧。
12. ↑  Stine, L. (2005) Historic Old West End Toledo, Ohio. Bookmasters.
13. ↑  Quinlivan (2001)
14. ↑  “Cincinnati.com”. Cincinnati.com. 2015年1月20日時点のオリジナルよりアーカイブ。2018年5月1日閲覧。
15. ↑  Lonely Planet (2016年1月14日). “Top 10 US travel destinations for 2012”. Lonely Planet. 2015年9月6日時点のオリジナルよりアーカイブ。2016年1月14日閲覧。
16. ↑  Over-the-Rhine Chamber of Commerce, Over-the-Rhine Historical Sites Archived 2009-09-11 at the Wayback Machine.
17. ↑  Lewis 1975.
18. ↑  "Saitta House - Report Part 1 Archived 2008-12-16 at the Wayback Machine.",DykerHeightsCivicAssociation.com
19. ↑  “Gingerbread Trim: Feast your eyes on these ornate Victorian-era embellishments”.   This Old House. 2020年1月12日閲覧。
20. ↑  “Eldridge Johnson House, 33 Perry Street (moved from 225 Congress Street), Cape May, Cape May County, NJ”.   Historic American Buildings Survey (Library of Congress). 2020年1月12日閲覧。
21. ↑  Sean O'Hagan, Gasworks wonders… Archived 2016-09-23 at the Wayback Machine., The Guardian, 14 June 2015.